# Oria
Oria è un comune italiano di 14 354 abitanti della provincia di Brindisi in Puglia.
Situata in territorio collinare nel Salento settentrionale, presenta insediamenti umani già nel Neolitico come testimoniano i rinvenimenti rupestri presso la grotta di Sant'Anna. Secondo Erodoto fu fondata dai Cretesi con il nome di Hyria, fu secondo Strabone sede del basileus e quindi capitale politica dei Messapi. Nel I sec. a.C. divenne municipium romanum battente moneta propria. 
Uno studio pubblicato nel 1819 collocava "Rudiae" città natale di Quinto Ennio nell'ambito dell'antica diocesi di Uria (Oria) sulle propaggini delle Murge, identificate con i "monti calabri" citati da Ovidio.
La città è nota per la sua ricchezza archeologica, per il suo centro storico di impronta medioevale ricco di viuzzole e scalini, per il Castello Svevo di Federico II a forma di vascello, per la fiorente comunità ebraica attiva dal I al X sec. d.C. Dalla fine del XVI secolo è sede dell'omonima diocesi.

## Geografia fisica

### Territorio

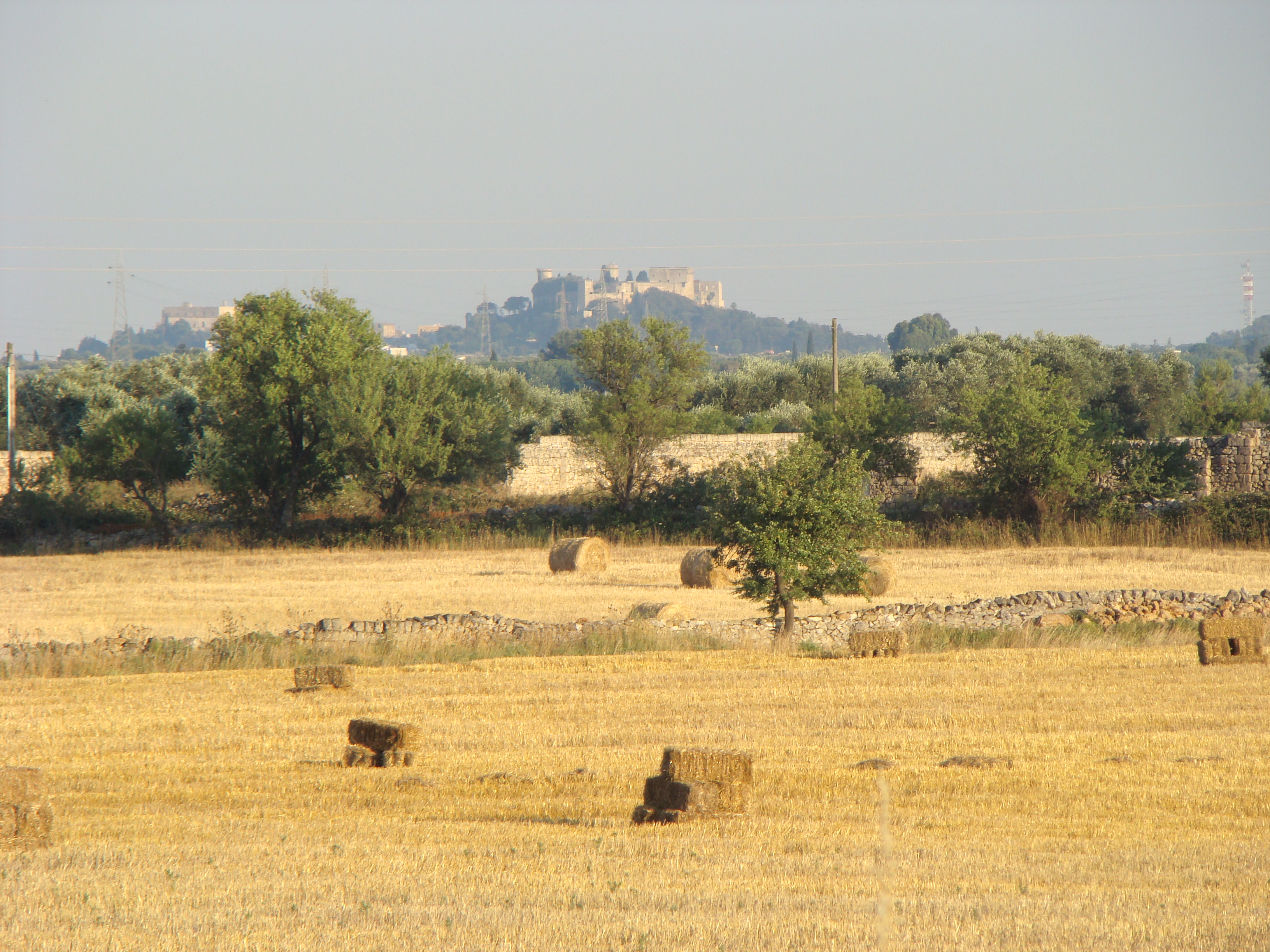
Oria vista da nord, tra i campi di grano e gli ulivi

Oria è collocata sulle più elevate alture di un cordone collinare di antiche dune fossili nel Nord Salento, che le conferiscono una posizione dominante sulla circostante pianura salentina. L'altezza massima con 166 metri s.l.m., è raggiunta dal Colle del Vaglio sulla cui sommità è costruito il castello. Oria è percorsa dall'antica via Appia nel tratto compreso tra Brindisi e Taranto.

### Idrografia

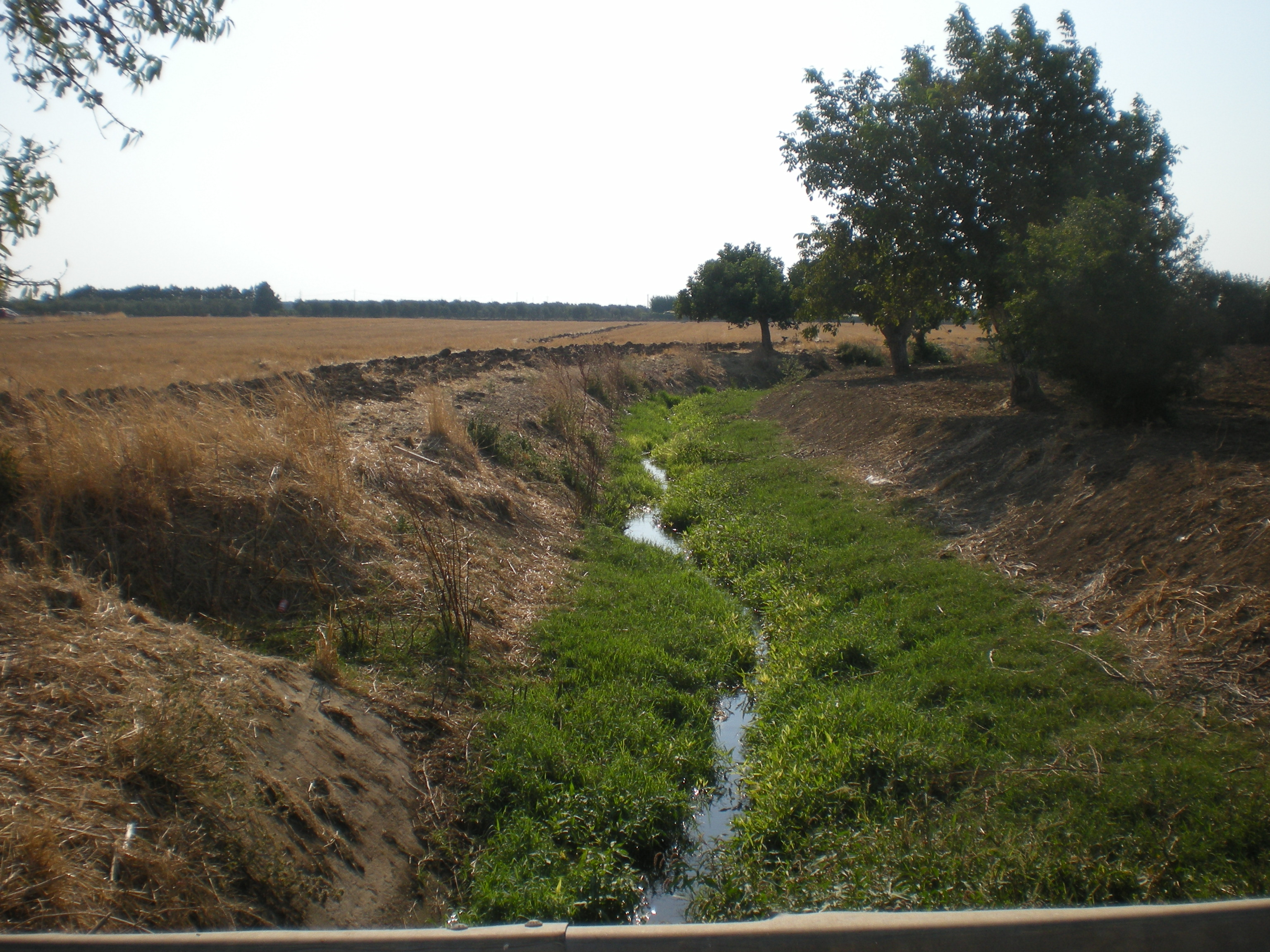
Il Canale Reale nel territorio di Oria

Il territorio di Oria, rispetto a quello dei comuni limitrofi, è da sempre interessato da fenomeni sorgentizi e di ruscellamento superficiale. Sono presenti alcuni corsi d'acqua per lo più a carattere stagionale, i principali dei quali sono il "canale Pezza dell'abate" e il Canale Reale, entrambi sgorgano infatti da alcune risorgive localizzate ai margini delle suddette colline; dirigendosi prevalentemente verso sud, infiltrandosi nel terreno e continuando il loro percorso in maniera sotterranea nelle aree carsiche, la più importante delle quali, situata nei pressi del santuario di San Cosimo alla Macchia, in contrada Case Grandi, è localmente nota come La Vora; non si esclude, quindi, che il loro percorso sotterraneo possa captarne le acque addirittura in direzione delle coste del mare Ionio, distante pochi chilometri. Nella parte settentrionale del territorio oritano scorre per un breve tratto il ben più noto Canale Reale che nasce a Villa Castelli e sfocia nel mare Adriatico nei pressi della Riserva naturale statale Torre Guaceto. Nell'agro circostante la città di Oria, è da sempre numerosa la presenza di pozzi d'acqua dolce; specie nella pianura settentrionale, dove le acque piovane attraversano gli strati superficiali del terreno, nella pianura a sud della città, l'assenza di strati argillosi e l'affioramento in superficie di terreni calcarei, permeabili, porta le acque a una profondità maggiore.

### Clima
Oria ha un tipico clima mediterraneo, con estati calde e inverni miti, ma non sono rari i fenomeni di gelo notturno e giornate in cui la temperatura non supera i 6-7 °C (a causa dell'influenza di aria fredda proveniente dai Balcani), così come d'estate la temperatura, a causa del vento di scirocco, può toccare i 39-40 °C nelle ore più calde del giorno.
| Mese                       | Mesi | Mesi | Mesi | Mesi | Mesi | Mesi | Mesi | Mesi | Mesi | Mesi | Mesi | Mesi | Stagioni | Stagioni | Stagioni | Stagioni | Anno |
| Mese                       | Gen  | Feb  | Mar  | Apr  | Mag  | Giu  | Lug  | Ago  | Set  | Ott  | Nov  | Dic  | Inv      | Pri      | Est      | Aut      | Anno |
| -------------------------- | ---- | ---- | ---- | ---- | ---- | ---- | ---- | ---- | ---- | ---- | ---- | ---- | -------- | -------- | -------- | -------- | ---- |
| T. max. media (°C)         | 11,8 | 12,8 | 14,9 | 18,3 | 23,1 | 27,5 | 30,4 | 30,5 | 26,5 | 21,4 | 16,8 | 13,4 | 12,7     | 18,8     | 29,5     | 21,6     | 20,6 |
| T. min. media (°C)         | 4,6  | 4,9  | 6,5  | 8,7  | 12,5 | 16,4 | 19,0 | 19,2 | 16,5 | 12,8 | 9,0  | 6,2  | 5,2      | 9,2      | 18,2     | 12,8     | 11,4 |
| Precipitazioni (mm)        | 59   | 58   | 54   | 36   | 33   | 23   | 22   | 23   | 37   | 73   | 73   | 63   | 180      | 123      | 68       | 183      | 554  |
| Umidità relativa media (%) | 77,8 | 76,6 | 75,4 | 72,9 | 70,2 | 65,7 | 61,8 | 63,6 | 70,0 | 76,0 | 78,9 | 78,9 | 77,8     | 72,8     | 63,7     | 75,0     | 72,3 |

## Storia

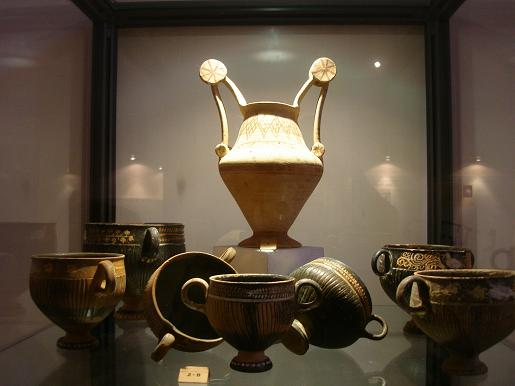
Ceramica Messapica, Centro documentazione messapica Oria

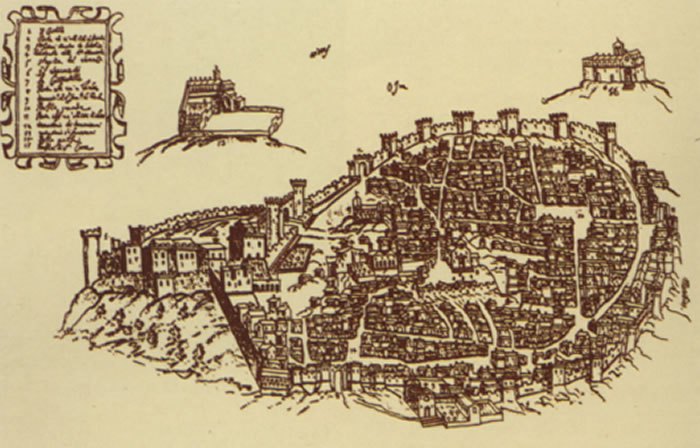
Oria come appariva nel 1642

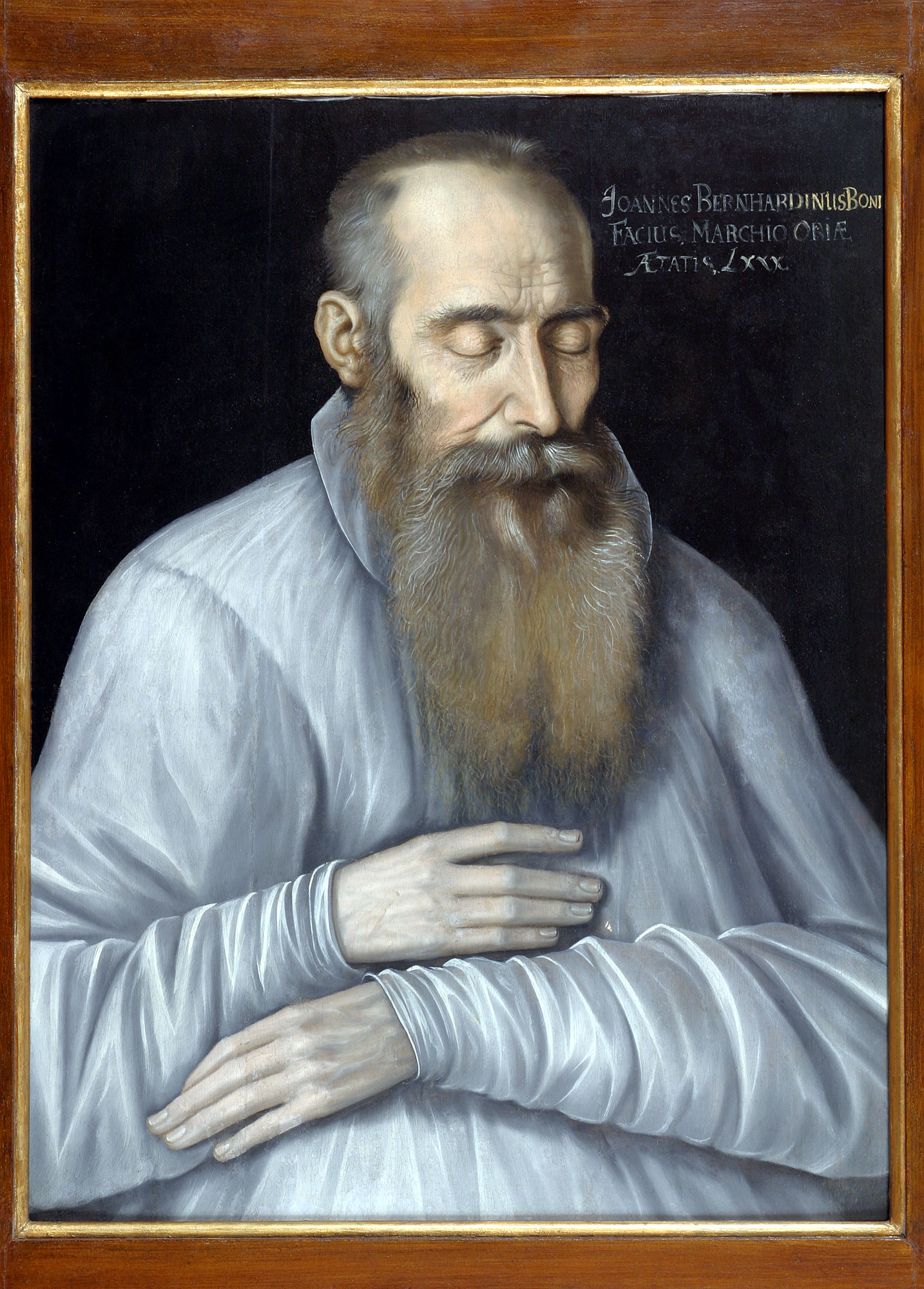
Ritratto dell'umanista Giovanni Bernardino Bonifacio Duca di Oria

La fondazione di Oria, secondo Erodoto, avvenne quando un gruppo di cretesi naufragò lungo le coste salentine non lontano da Oria. I cretesi scelsero il colle più alto per iniziare la costruzione della città in quanto da lì potevano ben controllare tutto il territorio circostante. Diedero a tale città il nome Hyria e quindi, poiché spesso gli antichi coloni greci davano al luogo in cui s’insediavano la stessa denominazione della loro città d’origine, si può anche pensare che si trattasse di migranti provenienti dalla città beota di Yrìa.
Durante l'VIII secolo a.C. Oria comincia la sua evoluzione da abitato "sparso" a città vera e propria: infatti abbiamo una concentrazione probabilmente di capanne sul colle più alto della città.
Oria divenne la capitale politica della confederazione messapica, intessendo rapporti sia con gli altri centri messapici sia con le città magno-greche. Di particolare interesse risulta il rapporto con la vicina e potente città di Taranto, con la quale il rapporto non era certo dei più pacifici, anche se vi erano periodi di floridi scambi culturali e commerciali.
La rivalità dei Messapi con Taranto giunse all'apice nel 473 a.C. quando i Tarantini, uniti ai Reggini si scontrarono con i Messapi. Tale forte conflitto fini con l'indebolire sia i Messapi sia i Tarantini. Nel 272 a.C. Taranto e di lì a poco i Messapi finirono nella sfera d'influenza di Roma; Oria non perse però la sua importanza. Nell'88 a.C. divenne municipio romano.
Tra l'VIII e il X secolo, la città di Oria raggiunge il suo massimo splendore culturale. Il suo prestigio è dovuto alle scuole della sua comunità ebraica. Tra i più noti maestri di Oria Amittai, il nipote Amittai ben Shefatiah e il medico Shabbetai Donnolo. Donnolo, grazie al suo sapere e alla sua perizia non comune, anticipa l'archiatra, figura tipica del Basso Medioevo. Amittai, Shefatiah, Amittai ben Shefatiah, Shabbatai ben Abraham Donnolo e Ahimaaz ben Paltiel hanno prodotto una cospicua mole di fonti utili alla ricostruzione del pensiero mistico, della filosofia e della mentalità ebraica tra IX e X secolo.
La presenza ebraica favorì i commerci con l'Imamato fatimide, avendo avuto contatti con i loro correligionari egiziani e nordafricani in Sicilia.
In seguito la città fu un territorio di transizione tra Bizantini e Longobardi nei pressi del centro abitato città doveva trovarsi il cosiddetto limitone dei greci; una sorta di confine tra territori longobardi e bizantini.
Nel corso del IX-X secolo fu spesso bersaglio dei Saraceni, che saccheggiarono e distrussero più volte la città. L'imperatore Ludovico II nell'867 si recò in Oria per liberarla dai Saraceni, che nel 847 avevano costituito l'Emirato di Bari. Ma gli attacchi non cessarono; nel 924 i saraceni misero a ferro e fuoco la città e ci furono numerose vittime.

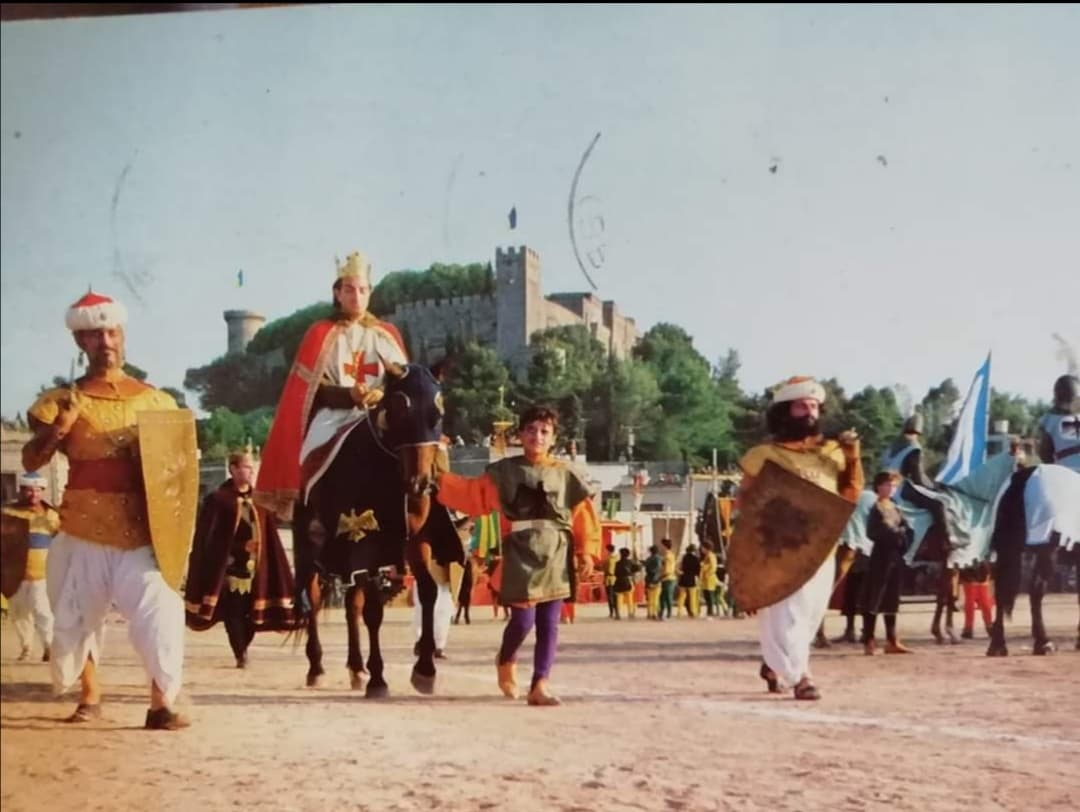
Palio di Oria, foto del Torneo dei rioni

Nell'XI secolo si assistette all'ascesa dei Normanni: nel 1062 fu conquistata da Roberto il Guiscardo. Federico II espropriò e ampliò a partire dal 1225 la fortificazione normanna, stabilendo l'obbligo per nobili, possidenti, ecclesiastici e comunità sia urbane sia rurali di contribuire alla manutenzione del castello di Oria. La città si ribellò a Manfredi, subì l'ennesimo assedio ma ne fu presto liberata grazie anche all'eroico Tommaso d'Oria.
Sotto il dominio degli Angioini Oria subì un nuovo assedio, nel 1433 venne saccheggiata dal condottiero Giacomo Caldora. Divenne poi feudo degli Orsini Del Balzo.

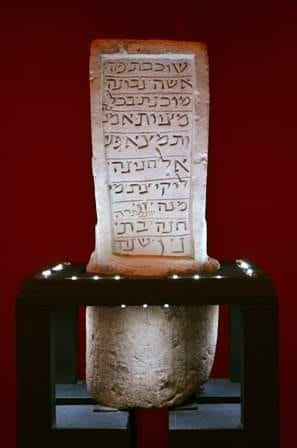
stele ebraica

Alle soglie del 1500 Oria dovette subire nuovi assedi; celebre l'aspra resistenza contro gli spagnoli che assediavano la città, salvata secondo la leggenda dal patrono san Barsanofio e dal valore di tutti i cittadini.

Da questo momento in poi la città fu infeudata a diverse famiglie: nel 1560 Papa Pio IV comprò il feudo elevato a Principato per il nipote Federico Borromeo ma alla morte di questo, senza figli, fu ereditato dal fratello san Carlo Borromeo che alienò il feudo al vescovo di Cassano nel 1572; per poi passare agli Imperiali di origine genovese.

Dopo il XVI secolo cominciò anche un lento declino dell'antica città, soprattutto a causa dello sviluppo del borgo di Francavilla Fontana. Nel corso del Settecento a cura del principe Michele Imperiali, Marchese di Oria e Principe di Francavilla, vennero restaurati alcuni monumenti della città, tra cui Porta Manfredi.
Nella seconda metà dell'Ottocento, nonostante la propaganda post-unitaria, non mancarono a Oria voci contrastanti l'unità: per citare solo un esempio negli atti di polizia contro associazioni e atti contro lo Stato, figurano parole oltraggianti la persona del re in casa di Luigi Lombardi. Vi furono anche altri atti di presunte riunioni sovversive in cui parteciparono cittadini oritani e dei paesi limitrofi. Il 21 settembre del 1897, la città venne investita da un potente ciclone che danneggiò gran parte dei monumenti antichi.
Durante le guerre mondiali il comune ha versato il suo contributo alla Patria: furono molti infatti gli oritani morti combattendo.

### Simboli
Lo stemma di Oria è stato riconosciuto con decreto del Capo del Governo del 6 maggio 1928 ed è descritto come: «campo di cielo, al castello di tre torri, sopra montagna, sostenuto da due leoni, affrontati e controrampanti. Il tutto al naturale, i leoni coronati di oro; al serpe nero, uscente dalla torre centrale e ondeggiante in banda e rivoltato in atto di difendersi da una cicogna in volo, al naturale».
Presso la chiesa di San Francesco di Paola vi è una statua quattrocentesca del patrono di Oria, san Barsanofio, che tiene in mano una riproduzione di questo stemma. Quindi lo stemma cittadino era utilizzato almeno da tale periodo, ciò non esclude che sia stato utilizzato anche precedentemente ma non sappiamo la modalità di tale uso, in ogni caso a oggi la raffigurazione più antica rimane questa. Il leone e il serpente erano presenti anche in un antico mosaico raffigurante un leone che aveva tra le fauci un serpente, segnalato nel XIX secolo presente nel palazzo vescovile che oggi è andato perduto o comunque non se ne ha più notizia.
Il gonfalone, concesso con DPR del 1º ottobre 1951, è un drappo partito di giallo e di azzurro.

### Onorificenze
Con decreto della Presidenza del Consiglio dei ministri del 1º ottobre 1951, a Oria è stato conferito il titolo di città in riconoscimento della sua storia plurimillenaria, peraltro già rivendicato come sede vescovile.
Dal 2012 la città è Bandiera arancione, prestigioso riconoscimento del Touring Club Italiano.

## Monumenti e luoghi d'interesse

### Architetture militari

#### Castello Svevo di Federico II di Svevia

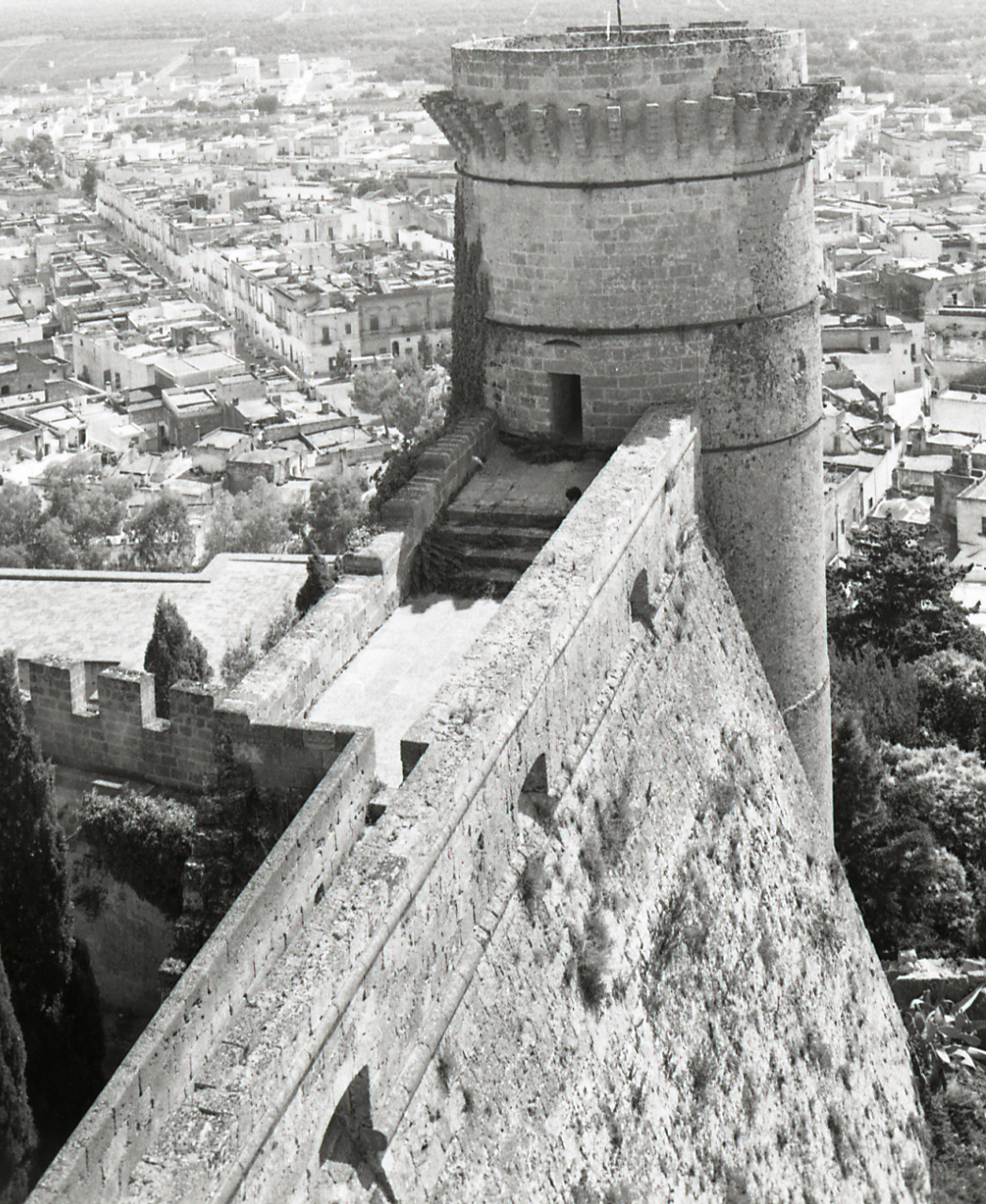

Considerata l'importanza strategica del territorio di Oria (che divideva spesso con diverse sfumature di dominio i territori bizantini da quelli dei goti), pur senza prove archeologiche si deve presumere l'esistenza di un primo nucleo fortificato già in età altomedievale. In seguito (XI secolo), vi dovette essere una qualche forma di difesa/controllo dell'abitato e del territorio effettuato dai Normanni che infeudarono la città. Numerose modifiche subì il maniero in età federiciana (1225-1227), al punto che generalmente viene denominato "castello svevo"; alcune fonti locali vogliono che lo stesso Stupor mundi edificò il castello, in realtà è più realistico pensare che Federico II lo ampliò e lo modificò. Altre importanti modifiche furono effettuate nel periodo angioino, a cui vanno riferite le torri cilindriche dette "del Salto" e del "Cavaliere". L'originario mastio normanno-svevo fu pesantemente riadattato, come d'altronde tutta la struttura, anche nel corso del XV-XVI secolo adattandolo alle nuove esigenze difensive, nate con l'adozione delle armi da fuoco, e dotandolo quindi di numerose cannoniere in parte ancora oggi visibili. Infine è stato oggetto di integrazioni, restauri e ricostruzioni tra Ottocento e Novecento: nel 1897 il castello fu devastato dal ciclone che investì la città di Oria.
Numerose volte il castello ha dovuto resistere ad assedi, come quello di Manfredi, o agli assalti di Giacomo Caldora (1433) e di Pietro de Paz (1504) che non riuscì a prendere la rocca.
Il castello fu anche luogo accogliente per re, principi e cavalieri; oltre agli invitati al matrimonio di Federico II, ricordiamo che vi sostarono la regina Maria d'Enghien (1407), il suo sposo Ladislao re di Napoli (1414), la principessa Isabella di Chiaromonte e il re Ferrante d'Aragona (1447); un episodio molto importante per l'epoca è la partenza di Alfonso II da Oria per liberare Otranto dai turchi (1480). Anche in tempi recenti è stato meta di personalità e studiosi italiani e stranieri quali: Maria Josè di Savoia, Margaret d'Inghilterra, il cardinale Eugène Tisserant, principi di casa d'Asburgo, Theodor Mommsen, Paul Bourget, Ferdinand Gregorovius e altri ancora.
Il 15 dicembre 1933 il Comune di Oria cedette il castello alla famiglia Martini Carissimo, ricevendone in cambio Palazzo Martini, poi adibito a sede municipale. I Martini Carissimo restaurarono il castello con l'ausilio dell'architetto Ceschi. In considerazione dello sforzo profuso dalla famiglia Martini Carissimo, il Re d'Italia Vittorio Emanuele III, volle conferire a questa famiglia, già Conti e Patrizi di Benevento, il titolo di Conti di Castel d'Oria.
Il Castello di Oria, inserito nel 1902 nell'elenco degli Edifizi Monumentali d'Italia, nonché dichiarato di interesse particolarmente importante ai sensi della legge 1089/1939, è stato venduto nel luglio 2007 alla società Borgo Ducale srl che ha di fatto interrotto la fruibilità al pubblico sempre consentita dai precedenti proprietari.

#### Porta degli Ebrei

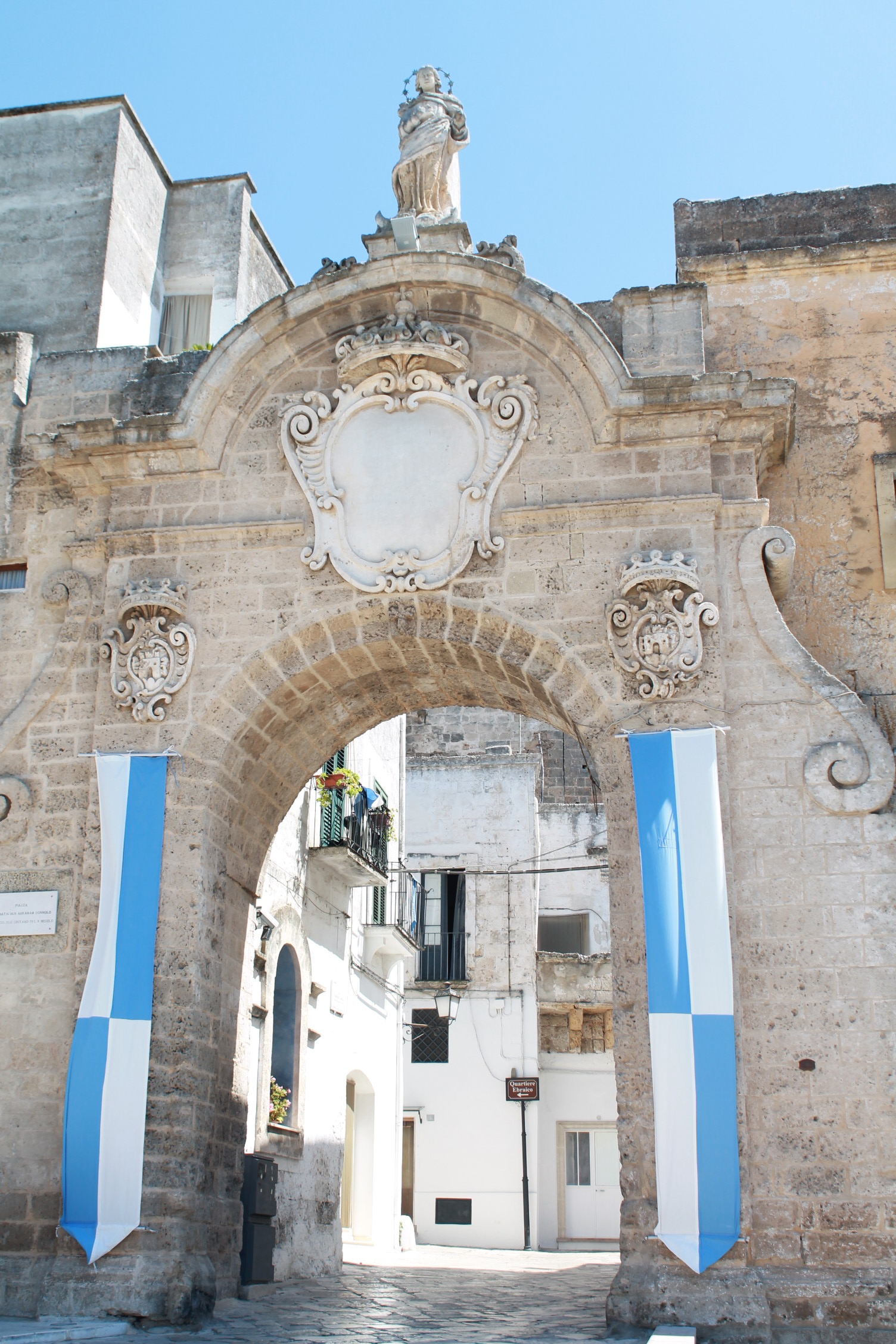
Porta degli Ebrei

Nota anche come Porta Taranto perché da qui ci si dirigeva verso la città ionica, è una delle tre porte della città (una delle quali non più in situ). La porta, che conduce alla giudecca della comunità ebraica di Oria, dà accesso ad un quartiere medievale tortuoso, di piccole case, botteghe, balconcini nascosti. Alle spalle della porta degli Ebrei, posta in piazza Shabbetai Donnolo, si sviluppava la fiorente comunità ebraica, nota in tutto il Mediterraneo medievale, che giunse al suo culmine durante il IX secolo. Al centro della volta troviamo uno scudo araldico in pietra il cui stemma non è più visibile, ai lati due stemmi più piccoli raffiguranti gli emblemi della città. Al di sopra è posta la statua dell'Immacolata.

#### Porta Manfredi
È detta anche Porta Lecce o degli spagnoli perché da qui entrarono gli spagnoli dopo un lungo assedio. La forma attuale della porta la dobbiamo a Michele III Imperiali, che probabilmente trasformò o ricostruì una già esistente porta. Era sormontata da tre statue, due delle quali abbattute dal ciclone del 1897 e la terza rimossa nel 1958 perché pericolante. Erano presenti anche tre stemmi, probabilmente appartenenti alla precedente porta ivi presente; dei tre stemmi è rimasto solo quello di Oria seppur in pessime condizioni.

#### Torre Palomba
La torre "Palomba" è una torre cilindrica situata alle spalle della basilica cattedrale; è un probabile resto della fortificazione messapica, anche se per la sua continuità fino ai giorni nostri e la sua posizione centrale è molto probabile che fu modificata e utilizzata anche in periodi successivi; è anche denominata "carnara" poiché fino al XVIII secolo servì come ossario.

### Architetture religiose

#### Basilica cattedrale

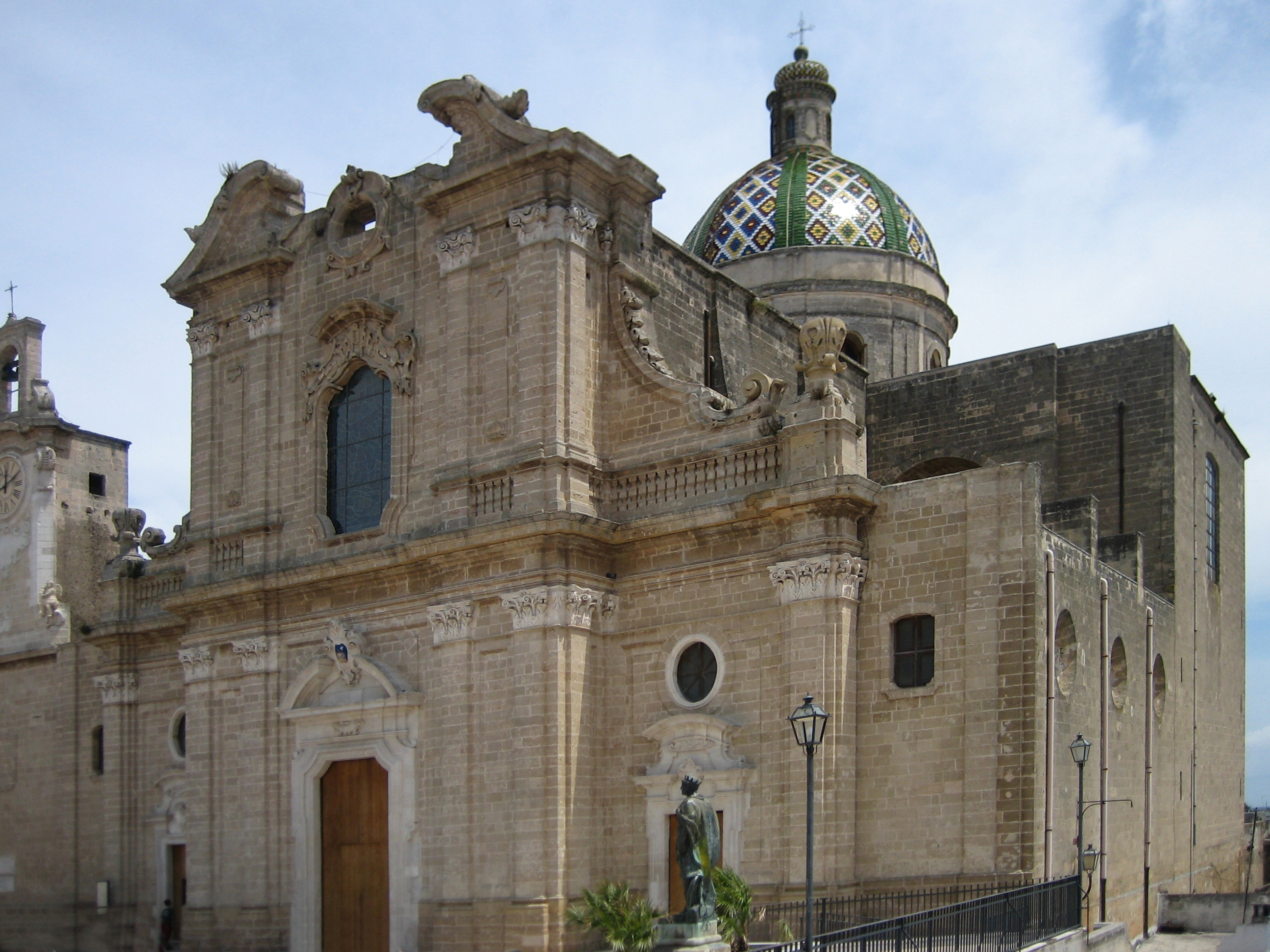
La basilica cattedrale di Oria

L'attuale cattedrale oritana fu voluta dal vescovo Castrese Scaja, che nel 1750 ordinò la demolizione della precedente chiesa medievale (edificata nella prima metà del XIII secolo) e fece costruire la nuova cattedrale di gusto barocco; a sua volta probabilmente la struttura medievale poggiava su un tempio pagano.
Durante l'edificazione della cattedrale barocca, su progetto dell'architetto napoletano Giustino Lombardi, due colonne di marmo verde furono acquistate per 8000 ducati dal re di Napoli per abbellire la cappella della Reggia di Caserta e finanziare il nuovo progetto. La facciata è in carparo locale.
Nei recenti lavori di restauro dell'edificio sacro sono venute alla luce la cripta dei Vescovi (sotto il presbiterio), ossari e un vasto ipogeo dove è ora presente un presepe permanente. Dal 1992 la cattedrale di Oria è anche basilica.

#### Chiesa di San Domenico

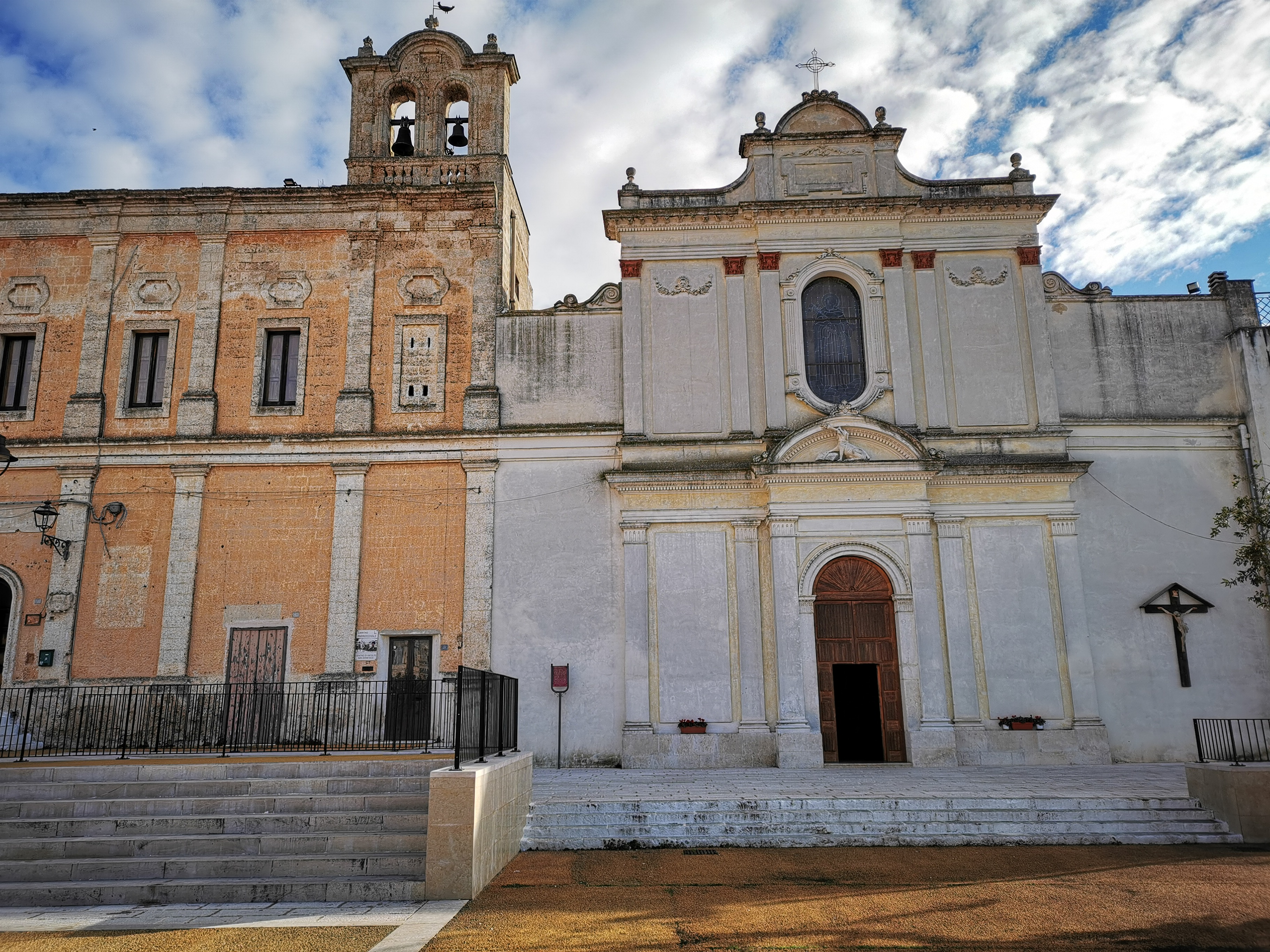
Chiesa di San Domenico

La chiesa di San Domenico risale al 1572 (progettata dall'architetto Saverio Amodio) e fu eretta dai padri domenicani che giunsero a Oria nel 1282, stabilendosi nell'antico Calogerato di San Basilio, dentro le mura cittadine. L'attuale chiesa, ebbe i maggiori rifacimenti nel XVIII secolo. L'interno è a croce latina con pregevoli altari barocchi seicenteschi di scuola leccese. Sono inoltre presenti alcune tele di valore, in particolare quella di san Domenico, titolare della chiesa. Nel convento annesso, troviamo un chiostro. La chiesa fu eretta parrocchia il 22 agosto 1947 dall'amministratore apostolico della diocesi, Ferdinando Bernardi.

#### Chiesa di San Francesco di Paola
La chiesa di San Francesco di Paola fu costruita nel 1580 insieme all'attiguo convento, provvisto anche di un orto, come si osserva da alcune carte della città del Seicento, come quella del Centonze. La chiesa attuale si sviluppa sopra la cripta di San Barsanofio dove si conserva il sacello che, dall'890 al 1170, conservò le reliquie del patrono. Questa chiesa risulta ancora oggi molto importante: qui i nuovi vescovi indossano i paramenti sacri prima di entrare in città; infatti la chiesa si trova appena fuori le mura molto vicina alla porta degli ebrei. All'interno è di particolar pregio la statua in pietra del santo patrono, e una di Madonna con Bambino entrambe del XV secolo. Sono inoltre presenti pregevoli altorilievi raffiguranti scene del presepe e alcune tele. All'esterno incastonato nella parete della chiesa troviamo materiale di reimpiego medievale. Annesso si trova il Convento dei frati minimi paolotti. Fu eretta parrocchia il 1º ottobre 1976 dal vescovo Alberico Semeraro.

#### Chiesa di San Giovanni Battista

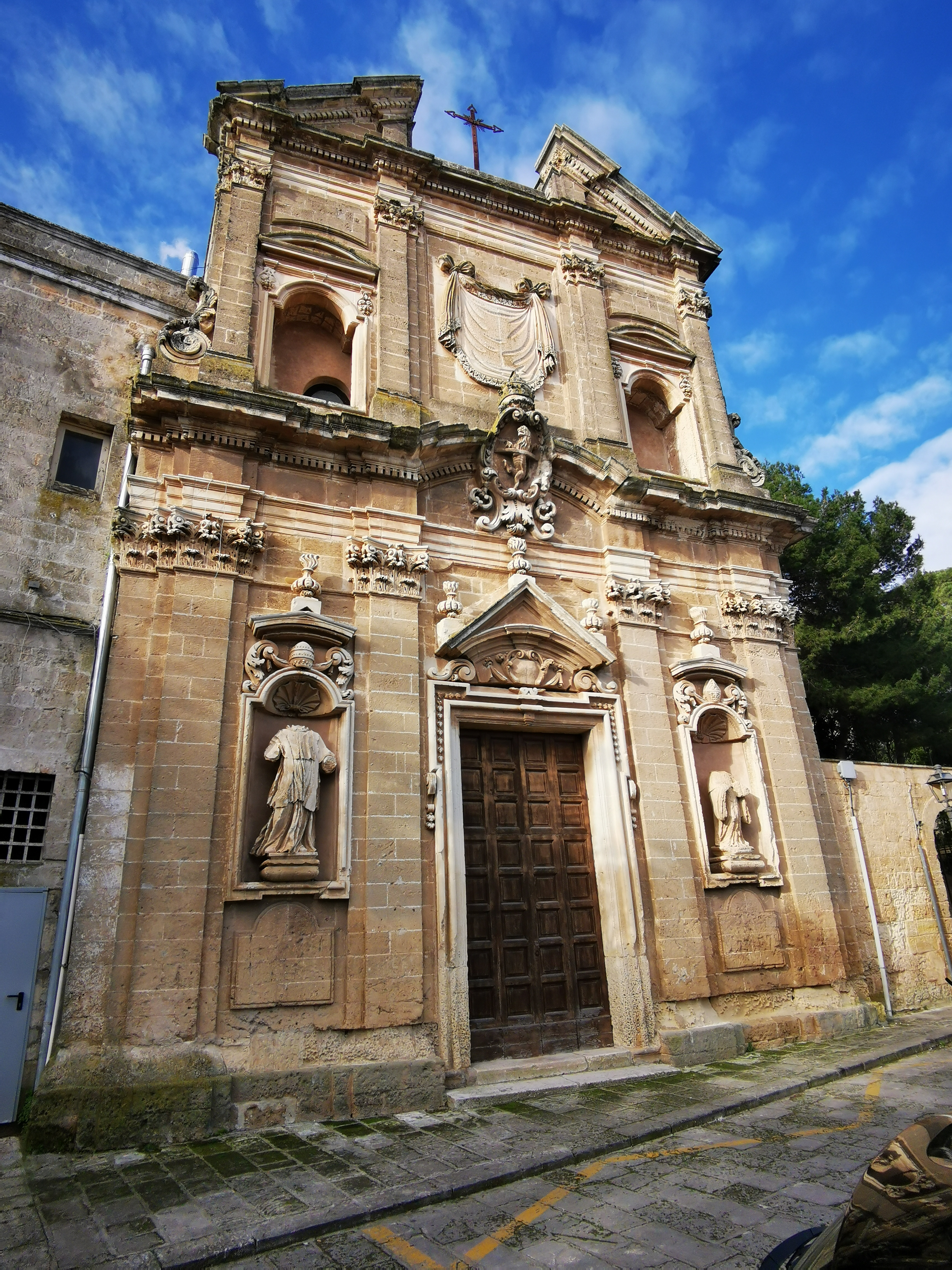
Chiesa di San Giovanni Battista

La chiesa e il monastero furono eretti per volere della baronessa Filippa di Cosenza nel XIV secolo. Lo stemma sulla facciata, raffigurante un leone rampante, sovrastato da una tiara papale, riproduce l'arma di papa Paolo II. All'interno sono presenti numerose pitture murali medievali, raffiguranti santi, seppur in pessimo stato; in una di tali pitture si riconoscono san Benedetto e san Barsanofio. L'originaria costruzione romanica fu inglobata in un grande complesso barocco qual era il monastero dei padri celestini, edificato nel XVII secolo. Nel 1912 il monastero dei Celestini fu abbattuto per dare spazio all'attuale scuola elementare "Edmondo De Amicis". Quasi contemporaneamente fu abbattuto un portico di sedici archi antistante alla chiesa: secondo la tradizione qui avveniva il "Ballo di San Giovanni", che si svolgeva nella notte tra il 23 e il 24 giugno cui conveniva tutta la popolazione del circondario; tale usanza fu vietata nel XVI secolo sotto il marchesato dei Borromeo, in quanto ritenuta immorale. Oggi rimane solo la chiesa, che attualmente non è adibita al culto, venendo utilizzata come auditorium o come spazio espositivo (negli ultimi anni durante il periodo estivo ha ospitato la mostra dei Palii del Torneo dei Rioni), secondo i bisogni della parrocchia della basilica cattedrale, che ne è proprietaria.

#### Chiesa e monastero di San Benedetto

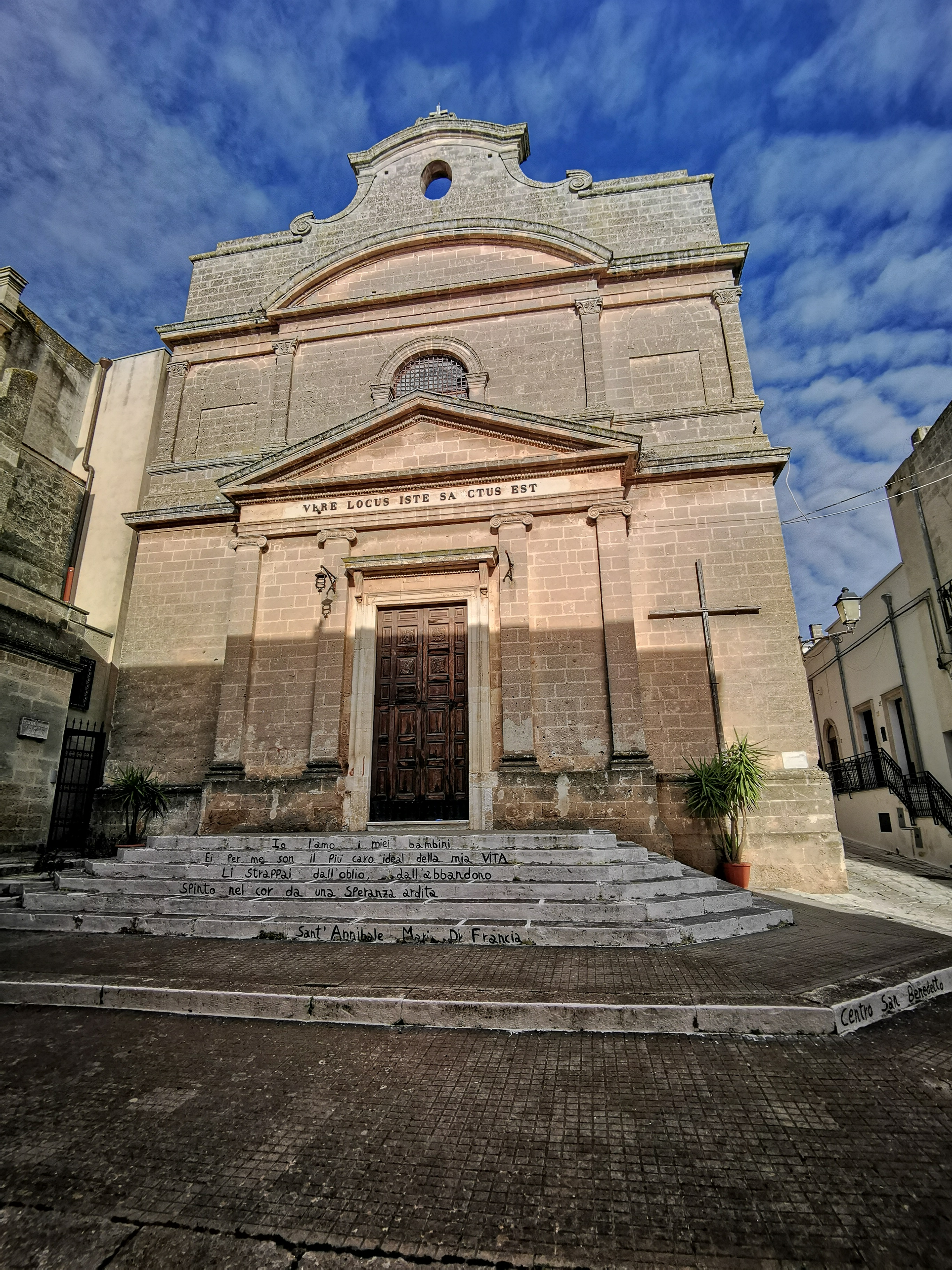
Chiesa di San Benedetto

L'attuale chiesa, dedicata a Maria Santissima del Ponte, risale al 1850. L'annesso monastero delle Benedettine della Congregazione Cassinese è occupato dall'orfanotrofio Antoniano Femminile e venne costruito nel XVII secolo sull'area del monastero molto più antico di San Barbato fatto erigere nel 1123 dalla principessa normanna Costanza d'Altavilla.

#### Chiesa di San Francesco d'Assisi

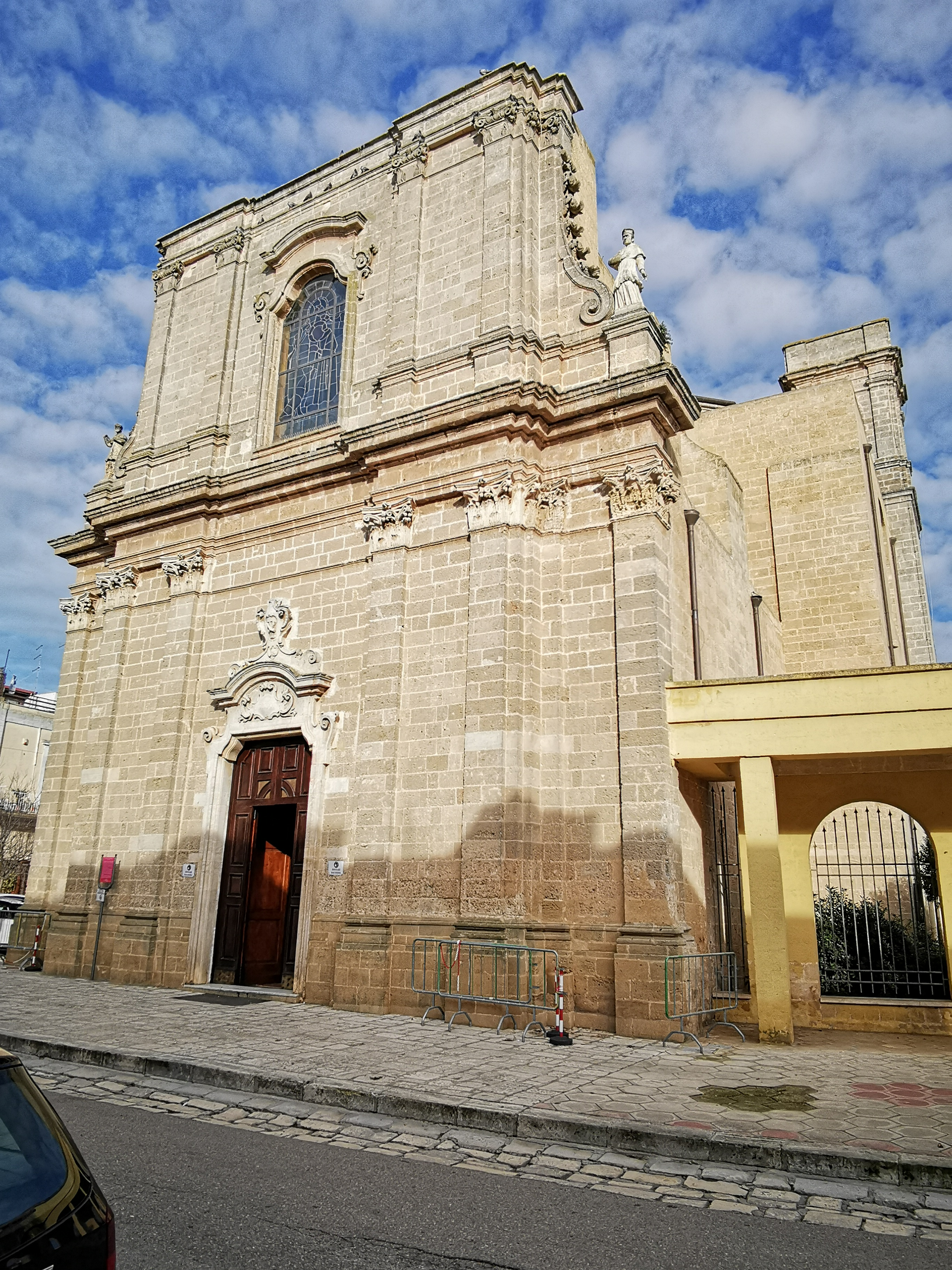
Chiesa di San Francesco d'Assisi

La chiesa di San Francesco d'Assisi secondo la tradizione popolare ricorda il passaggio da Oria del santo d'Assisi. L'attuale costruzione è di periodo barocco, coeva della cattedrale. In origine doveva essere una chiesetta basiliana, dedicata alla Madonna di Costantinopoli. Intorno al 1219 nei pressi di quella chiesetta basiliana fu fondato un cenobio dallo stesso san Francesco d'Assisi, di ritorno dalla Palestina. Nel XV secolo la chiesa, con l'annesso convento francescano, venne ricostruita dal principe Giovanni Antonio Del Balzo Orsini, per poi essere nuovamente rifatta nel XVIII secolo. All'interno si conservano le reliquie del beato Francesco da Durazzo (antico protettore di Oria che si festeggiava nella domenica in Albis) e una Pietà litica del XV secolo che era conservata nella chiesetta rupestre della Madonna di Gallana. Sul fianco della chiesa si trova il cenotafio del principe Giovanni Antonio Del Balzo Orsini, che edificò la chiesa quattrocentesca (prima dell'attuale barocca). Ospita il Premio Letterario Internazionale 'Il Pozzo e l'Arancio', nato nel 2005. Fu eretta parrocchia il 22 agosto 1947 dall'amministratore apostolico Ferdinando Bernardi. È stata ristrutturata negli anni cinquanta e nel 2004-2005, quando sono stati riportati alla luce resti della chiesa quattrocentesca.

#### Chiesetta di Santa Maria al Tempio
Tra le numerose chiesette sparse nel centro cittadino, ricordiamo quella di Santa Maria al Tempio. Alcuni studiosi la vogliono di fondazione templare, dato il nome della piccola chiesa, che nei documenti più antichi è indicata come Santa Maria del Tempio. Quel che è certo è che essa fu costruita nel 1489 dal canonico Domenico Ferrara, a sue spese, come si ricava da un'iscrizione presente all'interno dell'edificio. Si ha notizia della chiesa di Santa Maria del Tempio nel 1542 in occasione di un matrimonio in essa celebrato. Viene ricordata anche nelle visite pastorali, a partire da quella del vescovo Bovio del 1565. Nel 1827 troviamo la chiesa di Santa Maria al Tempio appartenente al Capitolo della cattedrale di Oria, e aperta al pubblico; dopodiché passò al Fondo per il Culto.

#### Cripta di San Mauro

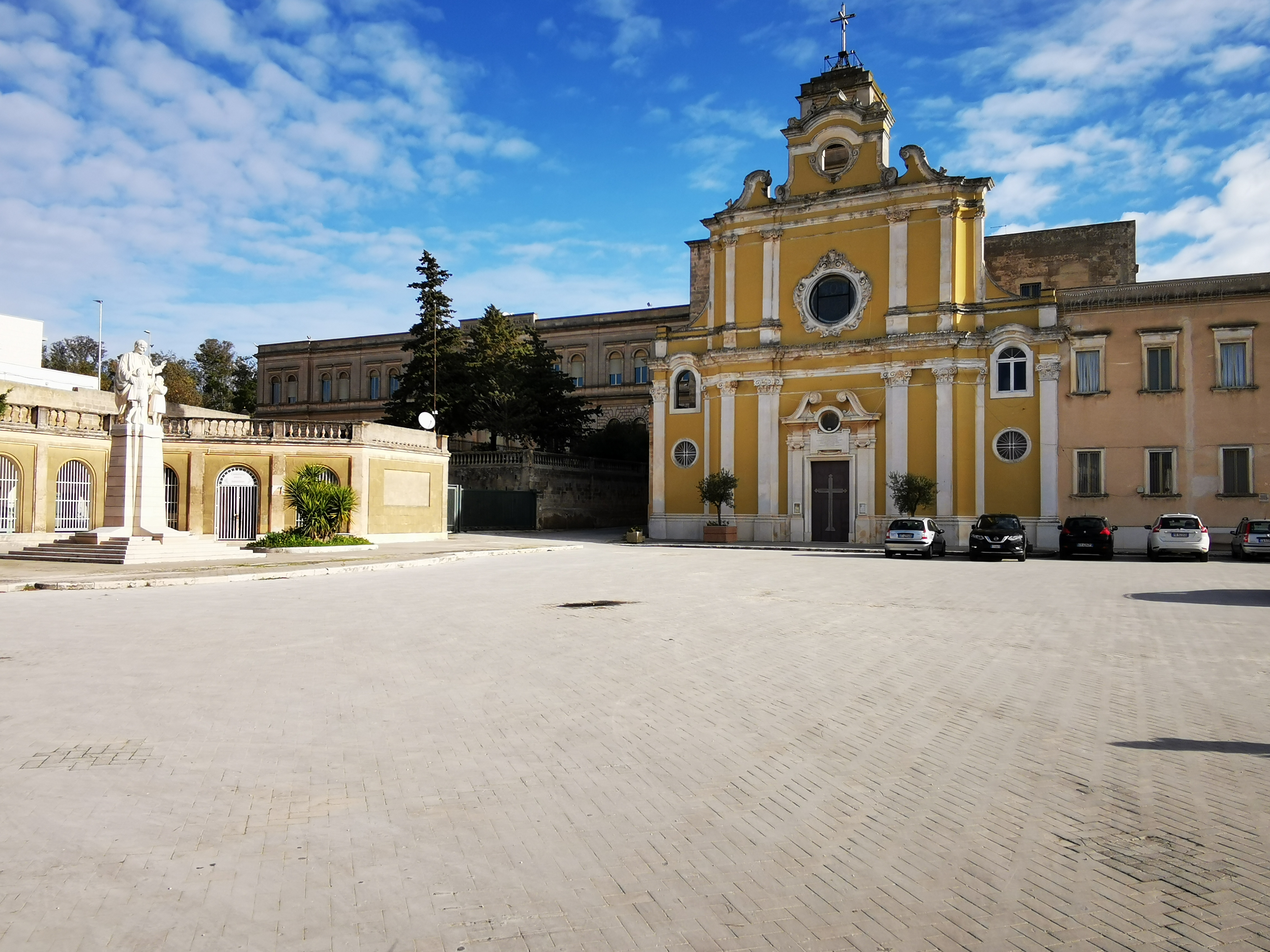
Chiesa di Sant'Antonio da Padova

La cripta di San Mauro è attualmente localizzata al di sotto dell'altare del santuario di Sant'Antonio da Padova. Il luogo di culto fu probabilmente utilizzato in un primo momento (Alto Medioevo) dai monaci basiliani officianti con rito greco, e poi con la conquista normanna - avvenuta nel 1055 - fu utilizzato dai monaci benedettini. I monaci basiliani dedicarono l'edificio a san Basilio e in seguito i benedettini lo dedicarono a san Mauro. Dimenticata, fu riscoperta da un pastorello nel 1660 e subito il canonico oritano Lucio Riccardia volle edificarvi sopra una chiesa tra il 1664 e il 1665. Nel corso del XVII secolo fu poi utilizzata oltre che come luogo di culto e come ossario dai frati Alcantarini che avevano preso possesso della chiesa soprastante e dell'annesso monastero nel 1758. Nel 1761 gli Alcantarini iniziarono la costruzione del convento, ultimato nel 1783. In conseguenza alle leggi emanate da Vittorio Emanuele II, nel 1866 il convento venne chiuso e incamerato dallo Stato. Usato come deposito agricolo, venne acquisito da padre Annibale Maria di Francia e dai Rogazionisti, che tuttora lo gestiscono. Nel 1940 la chiesa è stata consacrata a sant'Antonio da Padova ed è nota anche come "di San Pasquale", per via della devozione degli Alcantarini a san Pasquale Baylon.
La forma della cripta è rettangolare. All'interno, seppur in pessime condizioni, sono ancora visibili alcuni affreschi: quello centrale rappresenta san Mauro, alla destra vi è la cosiddetta Madonna del Melograno, di ottima fattura, mentre a sinistra vi è un affresco più piccolo che raffigura il Cristo coronato di spine, la Madonna di Costantinopoli e san Giuseppe. La chiesa da cui è sormontato il santuario presenta una facciata in stile tardo barocco e un interno spartito su tre navate con volte a crociera. La navata centrale è collegata alle due laterali attraverso cinque arcate e nell'abside è posta una statua di Sant'Antonio sotto il catino absidale, sorretto da un colonnato. Gli altari della navata destra sono dedicati a san Michele Arcangelo, all'Addolorata, a san Maura (con statua lignea del XVII secolo) e all'Immacolata; mentre nella navata sinistra a sant'Annibale Maria di Francia, a santa Teresa di Lisieux, a Padre Pio, a san Giuseppe e al Cuore di Gesù. All'entrata, invece, nelle nicchie a sinistra e a destra si trovano le statue lignee del XVII secolo di san Pietro d'Alcantara e san Pasquale Baylon. Sull'ingresso è situato un grande coro sufficiente a ospitare tutti i frati. Dal 1922 furono realizzate numerose modifiche, quali: il cambio del finestrone sulla facciata con un rosone, l'abbassamento di un metro circa del pavimento, l'apertura delle navate laterali, la nuova abside sostenuta da sei colonne e la trasformazione del coro in cantoria, con l'attuale organo a canne. La nuova chiesa venne inaugurata il 6 ottobre 1932, anche se certi lavori continuarono negli anni successivi.

#### Santuario di San Cosimo

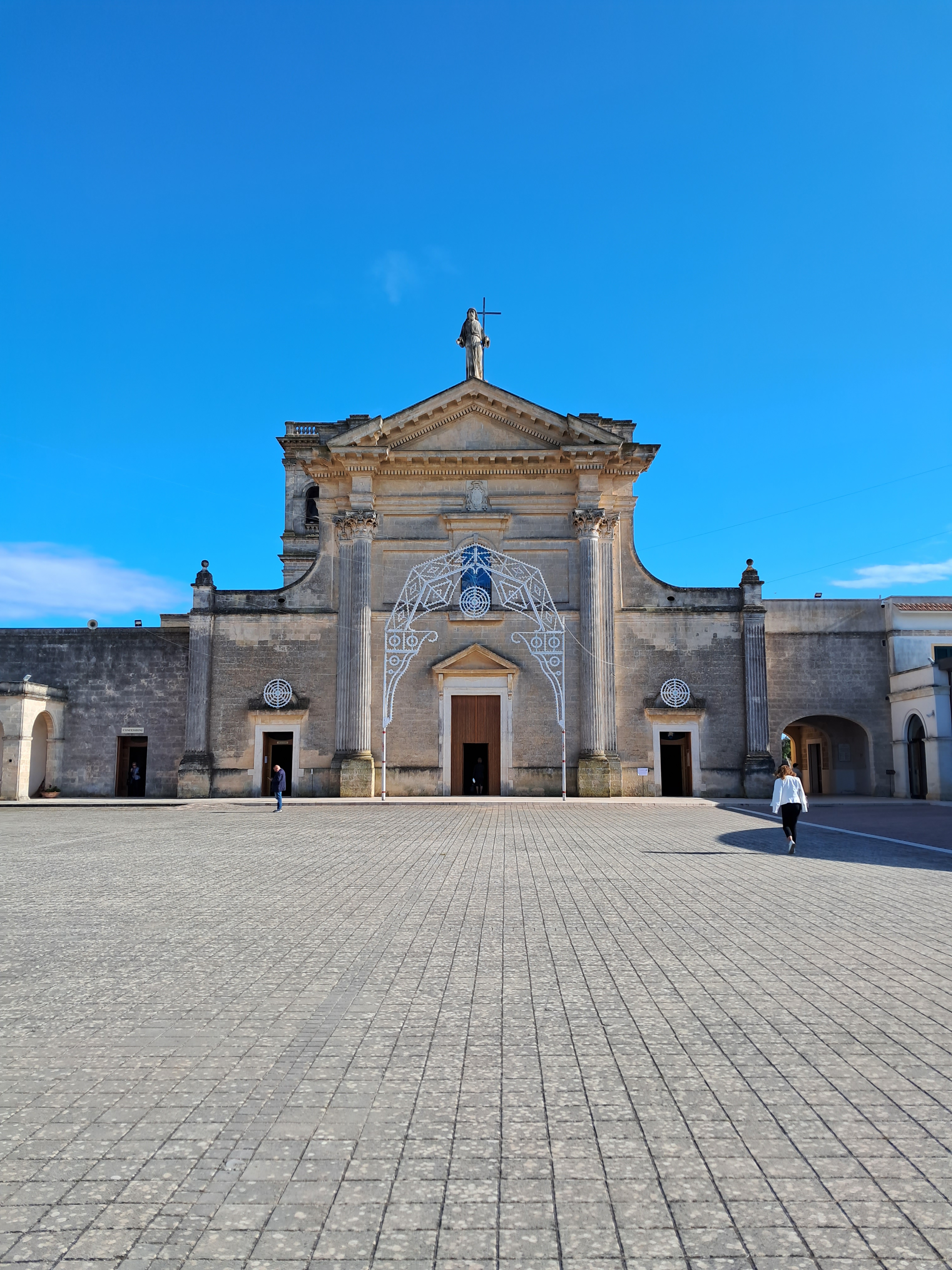
Santuario di San Cosimo

Il santuario di San Cosimo alla Macchia è sito a circa 5 km dalla città di Oria. È un importante centro cultuale legato ai Santi Medici, compatroni di Oria, e la cui importanza valica i "confini" del Salento. Il santuario attuale fortemente ristrutturato nel corso del Novecento e degli ultimi anni (la facciata del santuario porta la data del 1900), in realtà ha probabilmente inizio nel corso nel IX secolo quando era presente una piccola chiesa di monaci basiliani. Un cimitero medievale risalente a tale periodo è stato messo in evidenza sotto parte dell'ala ovest dell'attuale chiesa. Edificio probabilmente connessa a un villaggio o casale medievale (oggi scomparso), così come appare nelle guide topografiche e archeologiche. Dal XVIII secolo a oggi il complesso è stato interessato da forti modifiche, che rendono ormai invisibile la conformazione originale del santuario. Connesso al santuario è presente un museo con gli ex voto dei fedeli. Il santuario è deve la sua importanza alla presenza di numerose reliquie dei Santi Medici. Solenni festeggiamenti sono previsti ogni anno il quinto giovedì dopo Pasqua, durante le cosiddette 'Pirdunanzi'. Interessante la presenza del museo etnografico, il primo, per numero di oggetti conservati, dell'Italia meridionale.

#### Chiesa della Madonna di Gallana
Tale chiesetta è situata a circa 5 km dalla città in direzione Latiano lungo l'antico percorso della via Appia. Probabilmente tale chiesa era già presente durante il periodo tardo-antico, al suo interno inciso su un muro è stato trovato un antico gioco romano. Nel periodo medievale le fonti citano il casale dove sorge la chiesa come Gallano. I racconti della chiesa si fondono tra storia e leggenda. Una leggenda riferisce che la chiesa fu fondata da tale Galerana moglie di Carlo Magno e consacrata da ben 22 vescovi tra cui San Turpino; un'altra leggenda narra che una moglie devota pregasse qui il ritorno del marito partito per le crociate. Caratteristica architettonica della chiesa è la presenza di due cupole in asse, elemento che ne colloca la costruzione nel periodo altomedievale. Ospita interessanti affreschi, tra cui una Deesis raffigurante Cristo Pantocratore presente sul catino dell'abside, nonché una Annunciazione, probabilmente parte di un ciclo di affreschi riguardanti la Madonna.

#### Chiesa della Madonna della Scala
Altra importante chiesa rupestre è quella della Madonna della Scala; insediamento altomedievale (molto prima dell'anno 1000) è situata a 3 km da Oria sulla via vecchia per Manduria sull'area di un antico casale rupestre del quale faceva parte l'eremo basiliano di Sant'Ustino (Sant'Agostino o San Giustino). La datazione anche qui è incerta ma alcuni elementi riconducono l'edificio sacro al XIII-XIV secolo. All'interno sono presenti affreschi dell'Apocalisse e il dipinto di fattura locale della Madonna della Scala.

#### Chiesa di San Lorenzo
L'aspetto attuale risale al XVII secolo ma esisteva una chiesetta di età precedente la cui intitolazione risultava alla Madonna delle Grazie. All'interno è conservata una tela raffigurante una Madonna con Bambino e l'effigie del santo romano Lorenzo martirizzato su una graticola. Secondo la tradizione da qui il vescovo che doveva prendere "possesso" della diocesi oritana, partiva su un cavallo bianco per entrare nelle mura cittadine, non prima di essersi fermato nella cripta di san Barsanofio (dove sorge l'attuale chiesa di San Francesco di Paola). Annesso vi è un piccolo monastero che ha ospitato anche un'esigua comunità monastica.

#### Altre chiese
- Chiesa di San Barsanofio
- Chiesetta di Santa Lucia

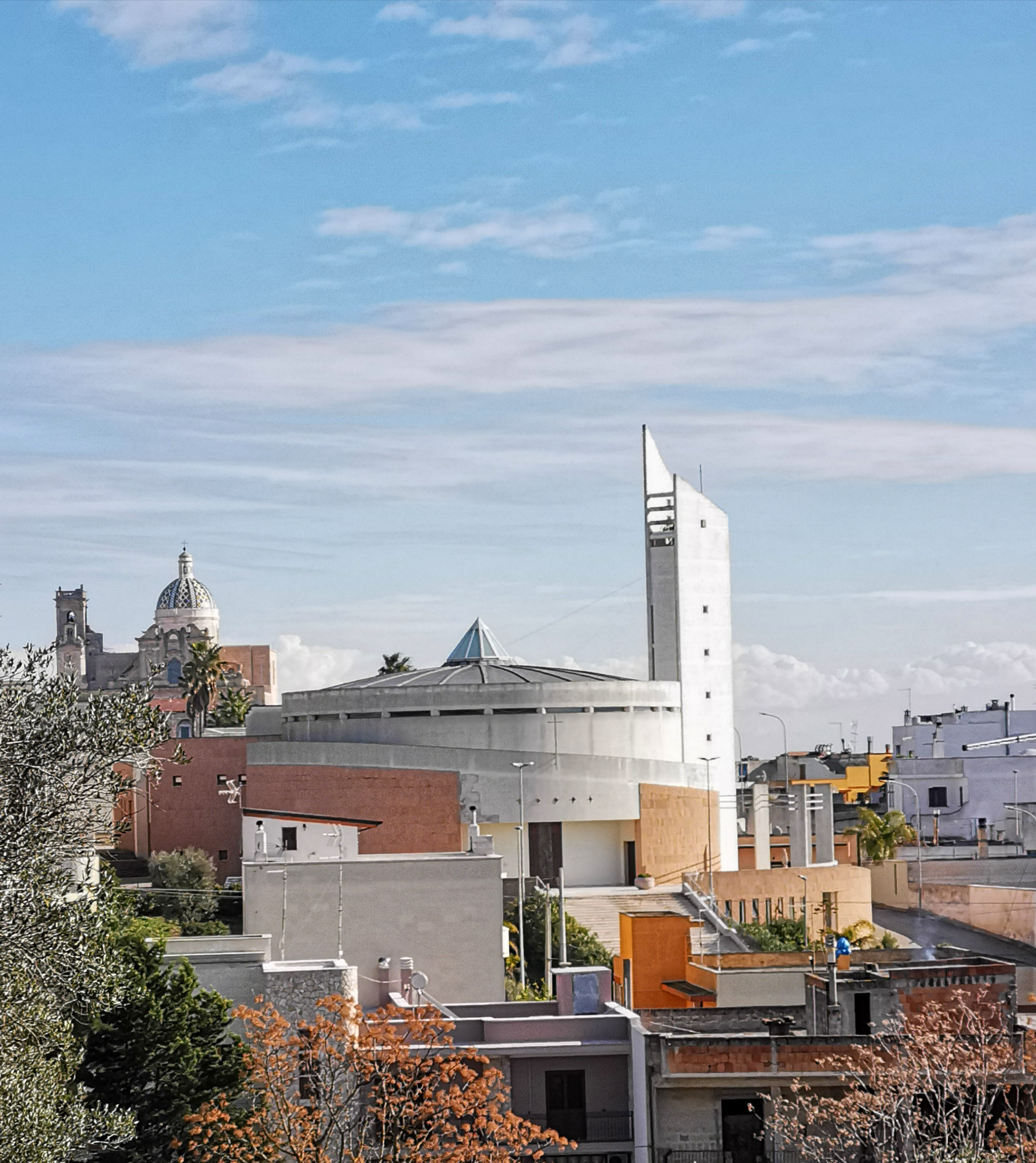
Chiesa di San Barsanofio

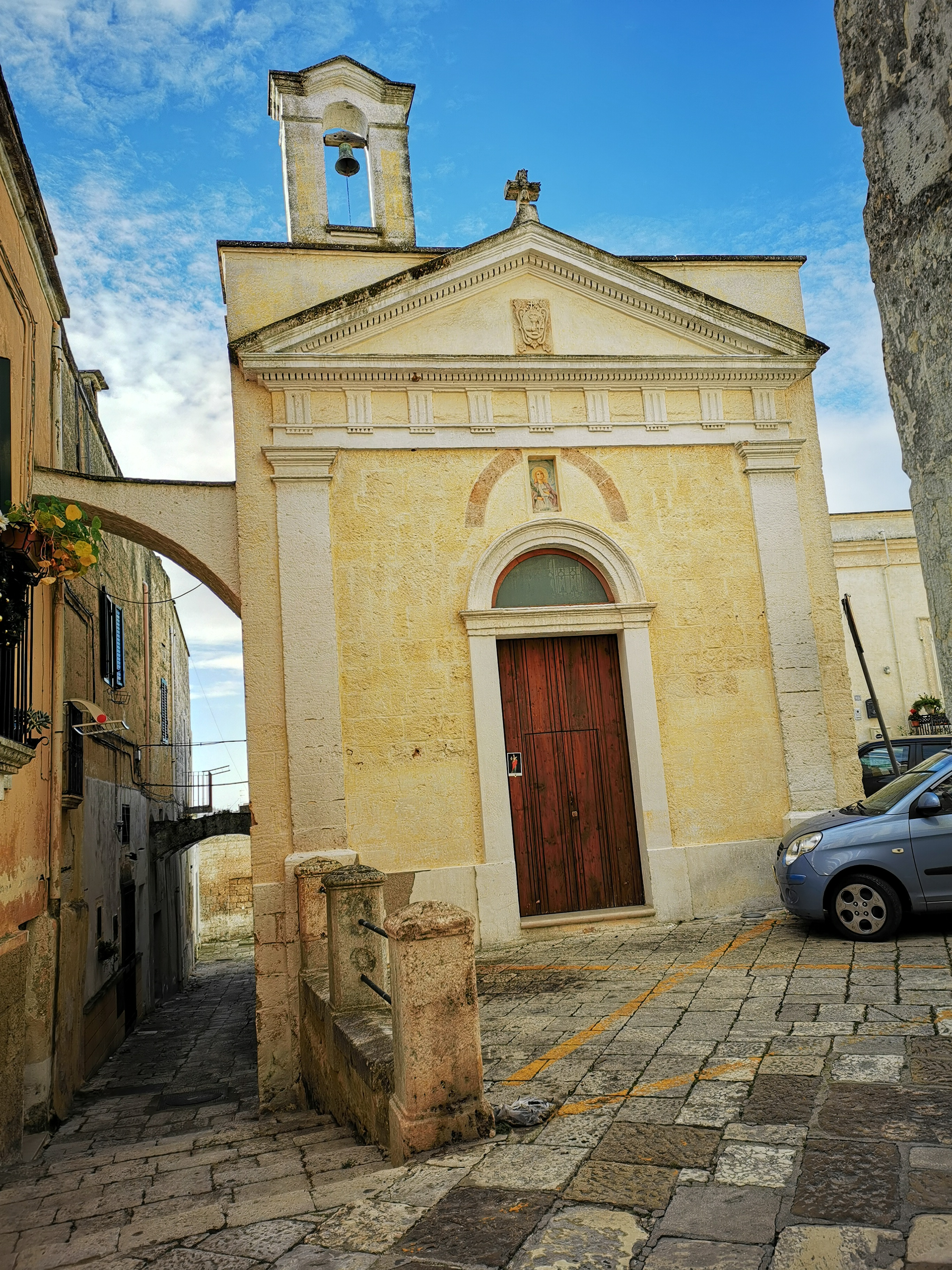
Chiesetta di Santa Lucia

- Chiesetta di San Cosimo (presso Masseria Minicardo)

### Architetture civili

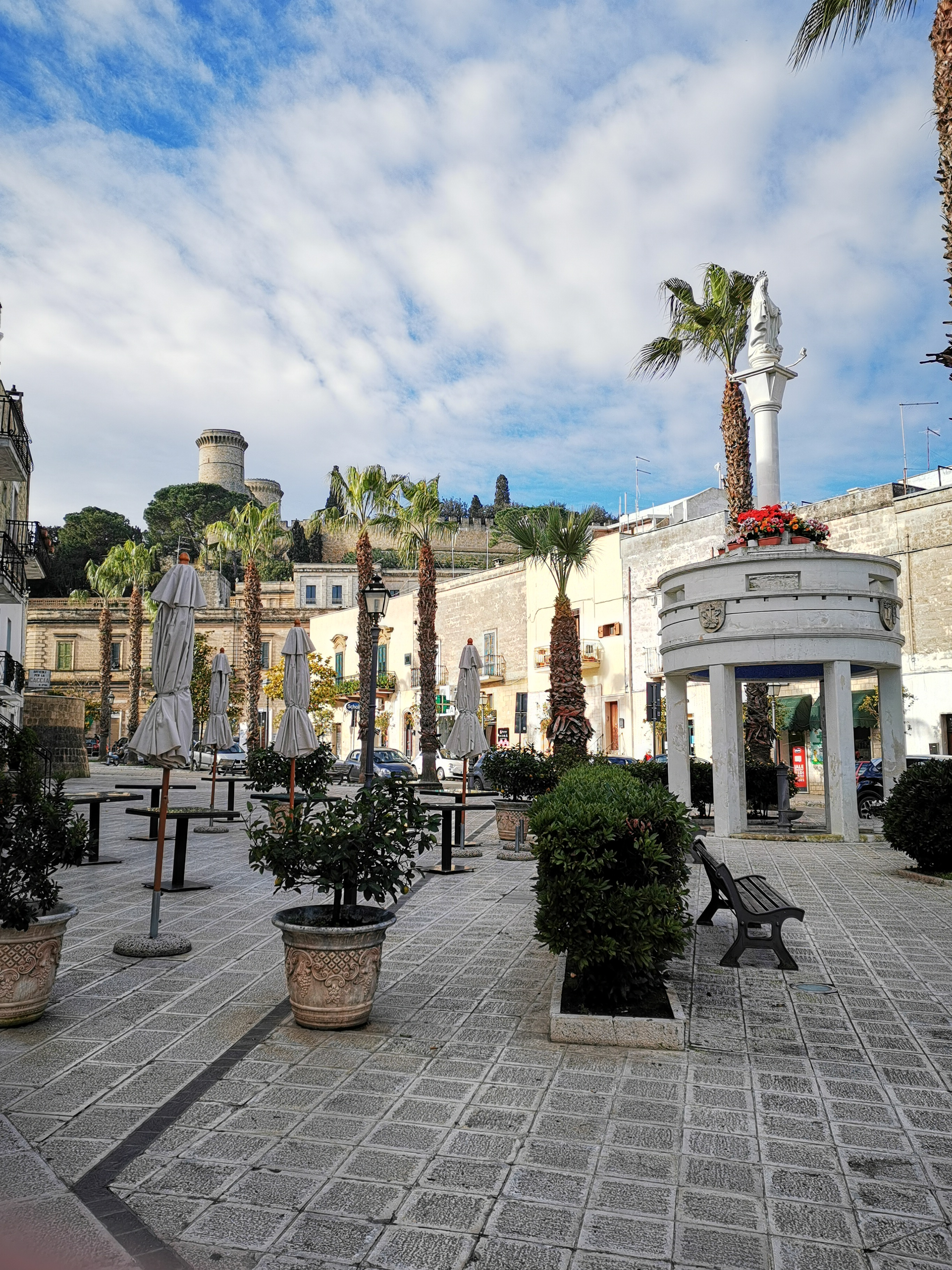
Piazza Lama

#### Il Sedile
Il Sedile si trova in piazza Manfredi, edificato intorno al 1700 da Michele III Imperiali, è un tipico esempio di eleganza in stile barocco. Ha una pianta quadrata e sulla sommità porta le statue dell'antico feudatario san Carlo Borromeo e del patrono san Barsanofio. Anticamente fu sede dei Decurioni e Seggio dei Nobili mentre attualmente è info point turistico.

#### Palazzo Martini
Palazzo Martini, situato nel cuore del centro storico di Oria, sullo spiazzo popolarmente denominato "sobbr'a Santa Croci", in riferimento all'antica presenza della Chiesa dedicata alla Santa Croce di Gerusalemme fatta edificare - di fronte all'attuale Palazzo Martini - dal potente abate gesuita oritano Nicola Carbone, confessore della Regina di Spagna nel 1770. Il palazzo è un classico esempio dell'architettura barocca del XVIII secolo. Nella parte alta dell'edificio è presente lo stemma della città, infatti ha ospitato il Comune fino al 1985. Oggi è utilizzato per mostre ed incontri ufficiali; inoltre attualmente ospita il museo e Centro di documentazione messapica

#### Palazzo vescovile
Il palazzo vescovile, sorge sull'antica acropoli messapica, nel Basileum è stato rinvenuto uno dei più antichi mosaici dell'Europa occidentale datato intorno al V sec. a.C. raffigurante un leone alato, costruito con ciottoli provenienti dalla zona macedone. L'attuale palazzo fu costruito dall'arcivescovo di Oria Gian Carlo Bovio tra il 1564 e il 1570; al suo interno sono presenti elementi architettonici relativi a colonne e capitelli di epoca greca e romana.
Di particolare interesse sono alcune colonne marmoree, una colonna di età classica con una figura di arciere a cavallo, alcuni fregi e particolari architettonici dell'antica chiesa romanica. Inoltre all'interno troviamo pregevoli soffitti affrescati attribuiti a Pellegrino Tibaldi della scuola di Raffaello.

### Aree naturali

#### Parco Montalbano
Ai piedi del castello si sviluppa parco Montalbano, sede di numerosi eventi cittadini. Costituito in stile italiano settecentesco. Passeggiando lungo il percorso naturalistico è possibile ripercorrere le mura del castello svevo e ammirare il belvedere. Nel parco sono inoltre in cui sono presenti i resti della città bizantina.

#### Parco Oria-Lorch
Creato su colle Impisi, sito tra le contrade Frascata e Sottoparabita (ora via Frascata e via Curtatone e Montanara) presenta varietà botaniche tipiche della macchia mediterranea e una zona archeologica con i resti tombali della comunità ebraica del I sec. d.C.

### Masserie
- Masseria "Minicardo" sita in contrada Minicardo
- Masseria "Li Pupini" - sita in contrada Pupini
- Masseria "Terra di Marina" - sita in contrada Terra di Marina
- Masseria "San Domenico" - sita in contrada Terra di Marina\Camarda
- Masseria "Casi Cranni" - sita in contrada San Cosimo
- Masseria "Palombara" - sita in contrada Palombara
- Masseria "Laurito" - sulla provinciale Francavilla-Manduria

## Società

### Evoluzione demografica
Abitanti censiti

### Etnie e minoranze straniere
Al 31 dicembre 2014 nel territorio comunale si registrava la presenza di 259 stranieri regolari (103 maschi e 156 femmine) pari circa all'1,7% della popolazione totale residente. La più grande comunità è di gran lunga quella rumena.
Si riportano le nazionalità più rappresentate:
- Romania: 94
- Albania: 51
- Regno Unito: 14

### Religione
La fede religiosa più diffusa a Oria è quella cristiana cattolica; inoltre la città è sede vescovile della Diocesi di Oria.
Esiste anche una comunità dei testimoni di Geova con una sala del regno in via Brunelleschi

### Tradizioni e folclore

#### Scenni Crištu
Plurisecolare rito quaresimale, unico nel suo genere, che vede la discesa del settecentesco simulacro di Cristo Morto dall'istituto di San Benedetto alla basilica cattedrale oritana a partire dal primo giovedì di marzo, fino al mercoledì santo, quando Cristo Morto scenderà assieme alle altre statue dei Misteri. Il numero dei giovedì è naturalmente vario, essendo strettamente collegato alla Pasqua che è una festa mobile.

#### Torneo dei Rioni
Il Torneo dei Rioni, istituito nel 1967, si svolge tra quattro rioni della città: Judea, Castello, S. Basilio e Lama. 

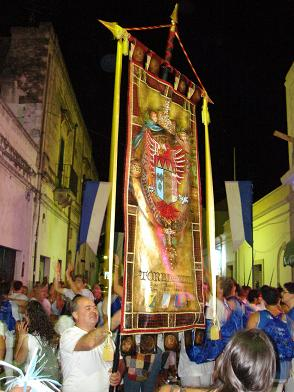
Il palio del 2006 portato in trionfo dai contradaioli del rione Giudea

L'evento è stato spesso abbinato alla Lotteria Nazionale, e si fregia dell'Alto Patrocinio della Presidenza della Repubblica.

## Cultura

### Aree archeologiche
- Parco archeologico urbano di Piazza Lorch (età messapica)
- Scavi archeologici in Parco Montalbano - alle pendici del Castello (età messapica e bizantina)
- Parco archeologico Pasculli - presso il municipio (età messapica)
- Area archeologica sottostante il sagrato della cattedrale (non visibile)

### Biblioteche
- Biblioteca e Archivio Comunale "De Pace-Lombardi" - c/o Municipio, via Epitaffio n. 1
- Biblioteca e Archivio Diocesano "Alessandro M. Kalefati" - c/o Palazzo Vescovile, piazza Cattedrale n. 9

### Musei

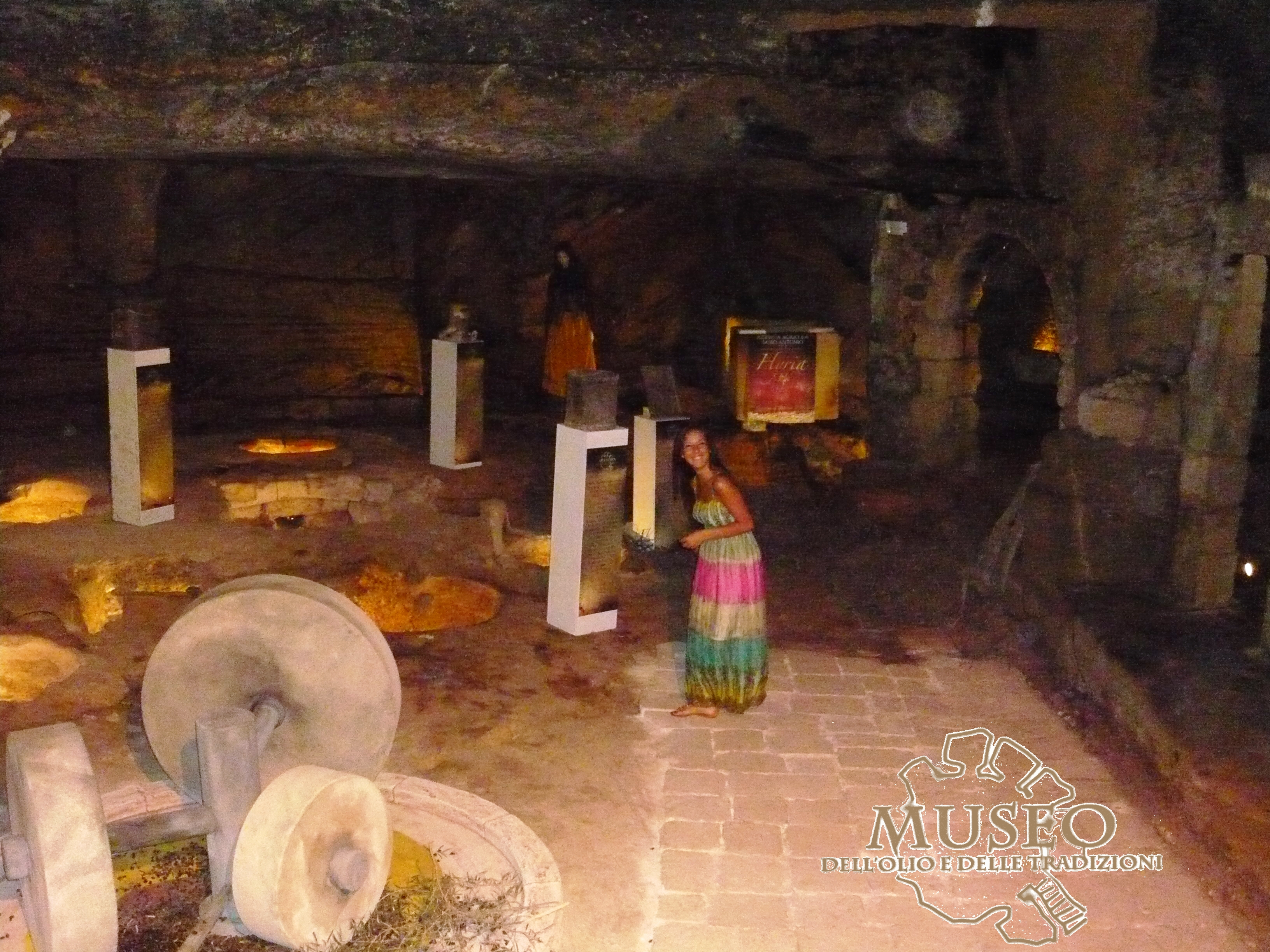
Museo dell'Olio e delle Tradizioni-Frantoio Ipogeo

- Centro di Documentazione Messapica, presso Palazzo Martini;
- Collezione "Martini Carissimo", presso il Castello Svevo;
- Museo Archeologico "Francesco Milizia", presso Biblioteca Comunale;
- Museo dell'Olio e delle Tradizioni-Frantoio Ipogeo; proprietà privata.
- Museo Diocesano, presso Palazzo Vescovile;
- Museo Etnografico Salentino, presso Santuario di San Cosimo alla Macchia. È il più grande museo etnografico dell'Italia meridionale, contenendo oltre cinquemila oggetti risalenti dal XVII al XX secolo[28].

### Statue
- Statua di Federico II di Svevia, situata presso il Municipio;
- Statua di Costantino, situata presso la Basilica Cattedrale;
- Maniglia Nella Roccia, situata presso via Gabriele D'Annunzio.

## Economia

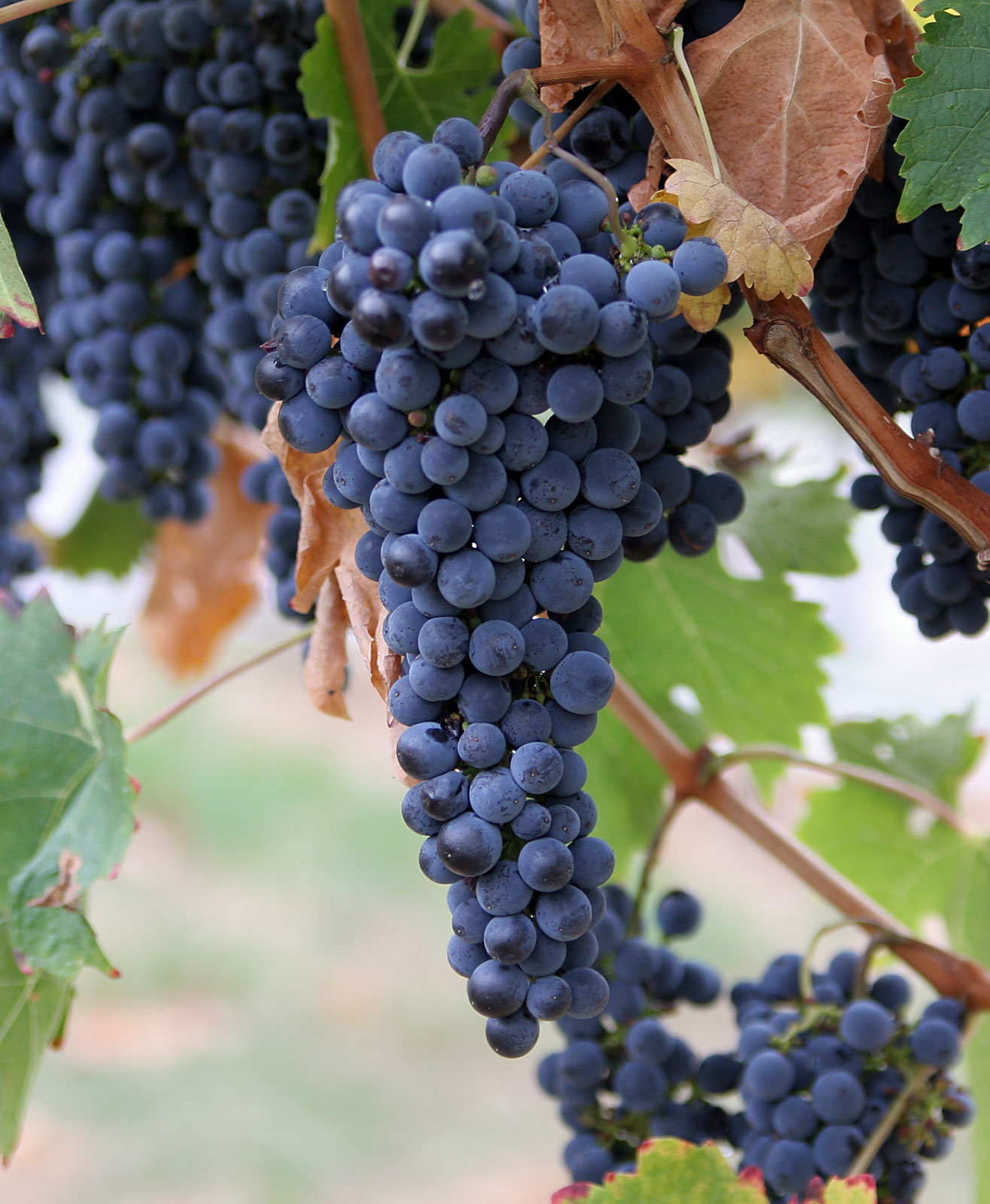
Uva nera da vino

Le principali attività presenti a Oria per il settore agricolo sono l'olivicoltura (anche biologica), con la produzione di olio d'oliva DOP, la viticoltura e la coltivazione di mandorli, gelsi e altri alberi da frutta.
Il settore industriale, oltre che per gli oleifici e gli stabilimenti vinicoli con impianti di imbottigliamento, si caratterizza per la presenza di aziende di produzione di materiali per l'edilizia, di ebanisteria, di erboristeria e di sartorie industriali.

## Infrastrutture e trasporti

### Strade
Il comune è raggiungibile dalla strada statale 7 Via Appia Brindisi-Taranto.

### Ferrovie
Oria possiede una stazione sulla ferrovia Taranto-Brindisi.

## Amministrazione

Il gonfalone comunale

Di seguito è presentata una tabella relativa alle amministrazioni che si sono succedute in questo comune.
| Periodo          | Periodo           | Primo cittadino        | Partito | Carica              | Note   |
| ---------------- | ----------------- | ---------------------- | --- | ------------------- | ------ |
| 12 agosto 1988   | 21 aprile 1993    | Cosimo Pescatore       | Partito Socialista Italiano                                                                                                 | Sindaco             | [ 29 ] |
| 3 novembre 1989  | 25 ottobre 1991   | Cosimo Mazza           | cattolici democratici | Sindaco             | [ 29 ] |
| 25 ottobre 1991  | 15 settembre 1992 | Ferdinando De Pace     | Partito Socialista Italiano                                                                                                 | Sindaco             | [ 29 ] |
| 25 giugno 1993   | 12 maggio 1997    | Sergio Giuseppe Ardito | Partito Democratico della Sinistra                                                                                          | Sindaco             | [ 29 ] |
| 12 maggio 1997   | 14 maggio 2001    | Sergio Giuseppe Ardito | Partito Democratico della Sinistra                                                                                          | Sindaco             | [ 29 ] |
| 14 maggio 2001   | 30 maggio 2006    | Cosimo Moretto         | centro-destra | Sindaco             | [ 29 ] |
| 30 maggio 2006   | 13 dicembre 2010  | Cosimo Ferretti        | centro-destra | Sindaco             | [ 29 ] |
| 13 dicembre 2010 | 21 giugno 2011    | Maria Rita Iaculli     | | Comm. pref.         | [ 29 ] |
| 13 dicembre 2010 | 12 gennaio 2011   | Michele Albertini      | | Sindaco             | [ 29 ] |
| 19 maggio 2011   | 20 ottobre 2014   | Cosimo Pomarico        | PD, UDC, libertà e autonomia noi sud, SEL, lista civica: oria e', lista civica: noi centro                                  | Sindaco             | [ 29 ] |
| 20 ottobre 2014  | 21 luglio 2015    | Pasqua Erminia Cicoria | | Comm. straordinario | [ 29 ] |
| 18 giugno 2015   | 18 ottobre 2017   | Cosimo Ferretti        | FI, lista civica: regione salento, lista civica: uniti con ferretti sindaco, lista civica: identità e coesione, UDC, FdI-AN | Sindaco             | [ 29 ] |
| 19 ottobre 2017  | 25 giugno 2018    | Pasqua Erminia Cicoria | | Comm. straordinario | [ 29 ] |
| 26 giugno 2018   |                   | Maria Lucia Carone     | Coalizione liste civiche e UDC                                                                                              | Sindaco             | [ 29 ] |

### Gemellaggi
Oria è gemellata con:
- Lorch
- Miekinia
- Sarteano
- Novoli
- Comuni del percorso Niliano (Grottaferrata (RM), Bisignano (CS), Bracigliano (SA), Oria (BR), Rofrano (SA), Rossano (CS), San Mauro La Bruca (SA)).